# Автомобільна промисловість у Японії

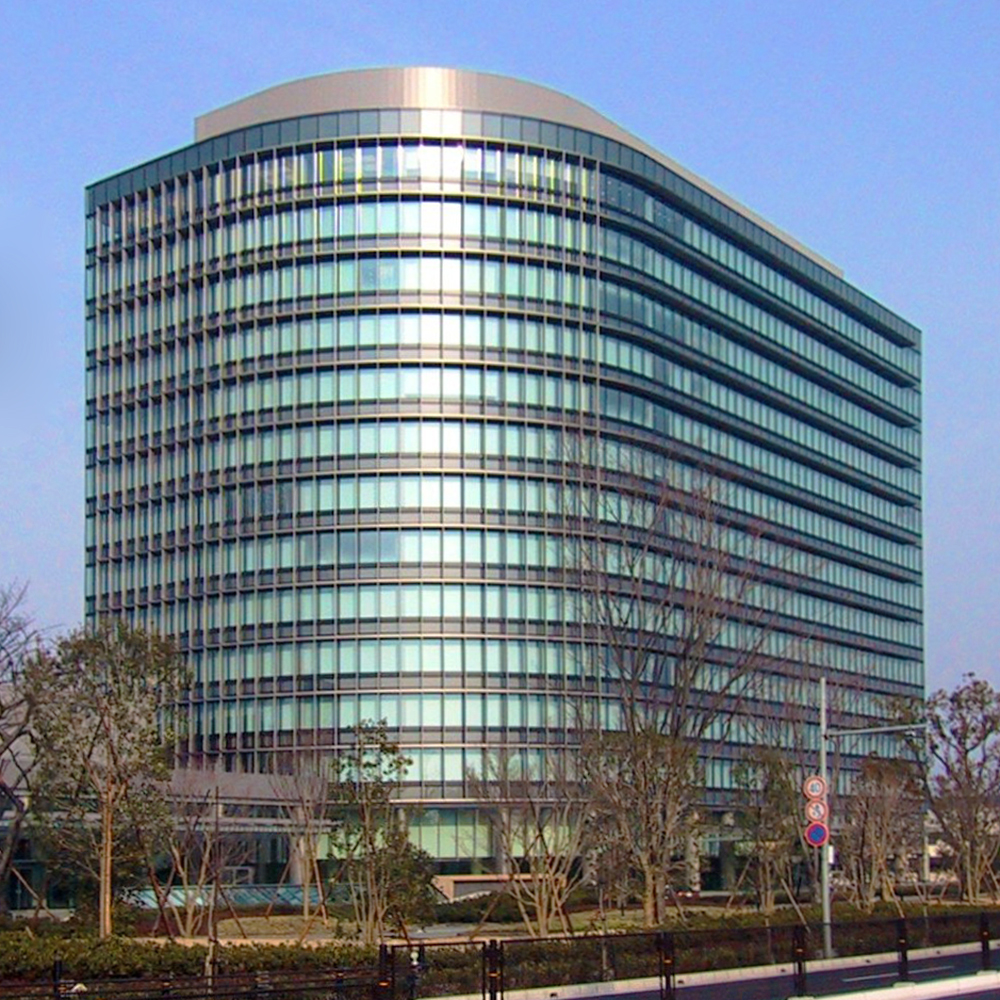
Штаб-квартира Toyota

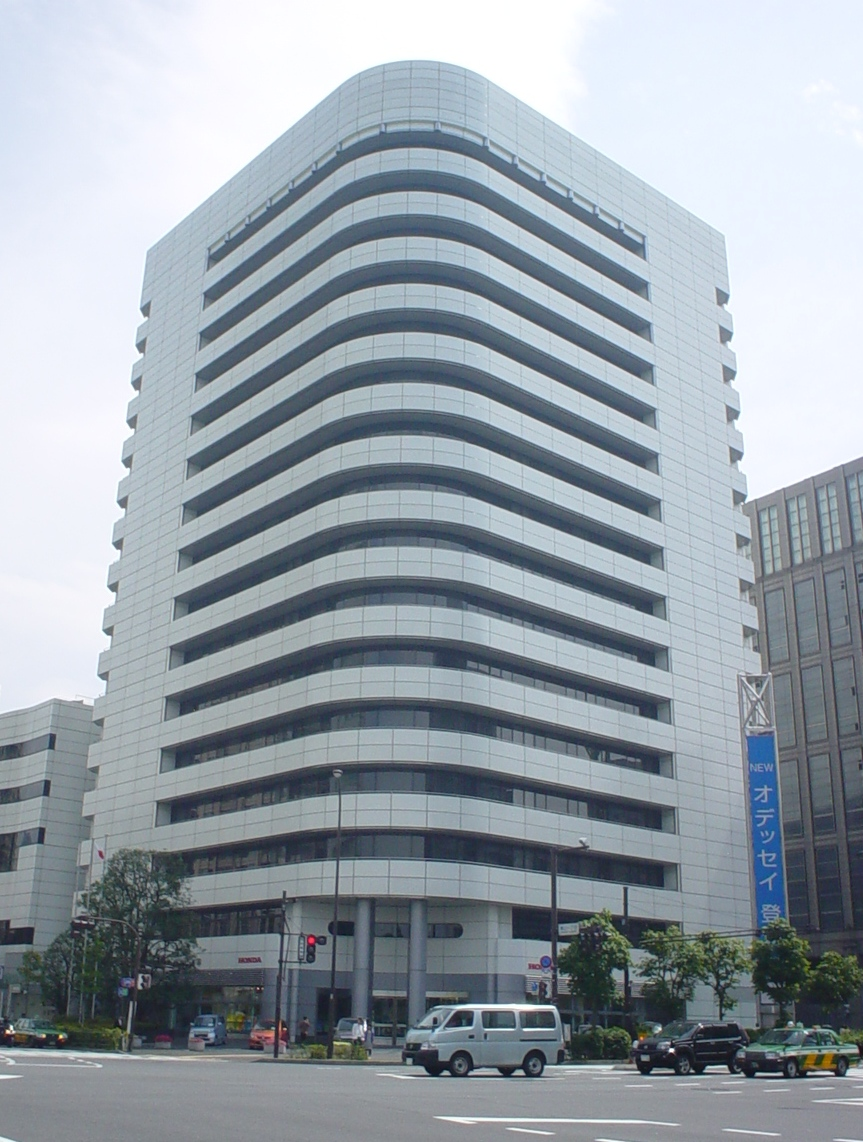
Штаб-квартира Honda

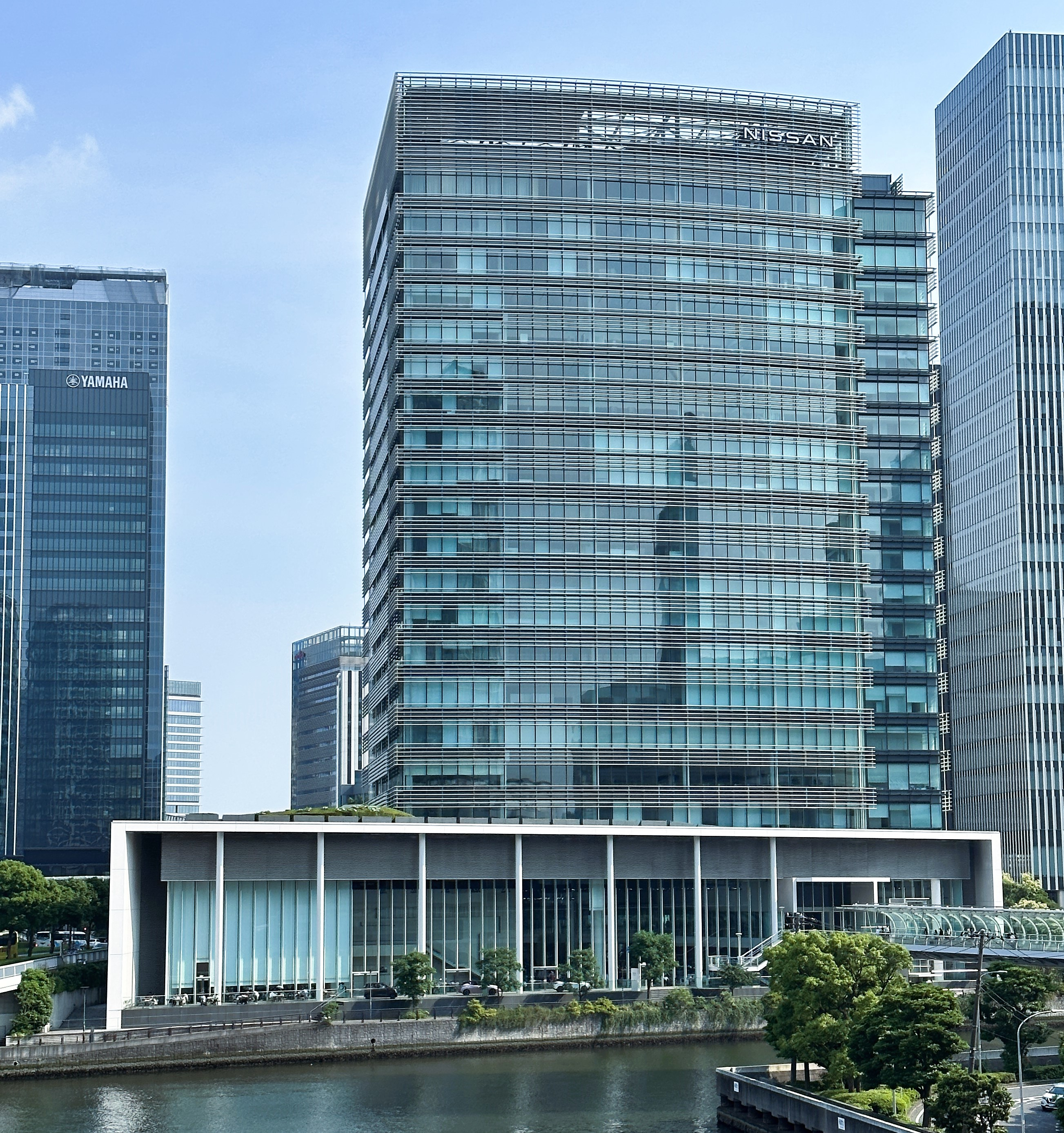
Штаб-квартира Nissan

Автомобільна промисловість Японії — галузь економіки Японії.
Японська автомобільна промисловість є однією з найвідоміших і найбільших галузей промисловості в світі. Японія була в трійці країн з найбільшою кількістю вироблених автомобілів починаючи з 1960-х років, перевершуючи Німеччину. Автомобільна промисловість в Японії швидко збільшилася з 1970-х до 1990-х років (коли вона була орієнтована як на внутрішній ринок, так і на експорт в усьому світі). В 1980-х та 1990-х роках Японія перегнала США як лідера виробництва випускаючи до 13 мільйонів автомобілів на рік, які йшли в тому числі і на експорт. Після потужного зростаючого ринку Китаю в 2000-ні роки і хиткого ринку США, Японія в даний час є третім за величиною автомобільним виробником в світі з річним обсягом виробництва у 9,9 млн автомобілів в 2012 році.
У першому кварталі 2008 року Toyota перевершила американський General Motors і стала найбільшим в світі виробником автомобілів. Сьогодні Японія є третім за величиною автомобільним ринком і, до недавнього часу поки Китай не обігнав їх, була найбільшим виробником автомобілів в світі. Проте, експорт автомобілів залишається одним з найприбутковіших в країні і є наріжним каменем плану відновлення в останній економічній кризі.
Японські дзайбацу (бізнес конгломерати) почали будувати свої перші автомобілі від середини до кінця 1910-х років. Компанії пішли на це або розробляючи свої власні вантажівки (ринок для легкових автомобілів в Японії в той час був невеликим), або в партнерстві з європейським брендами, щоб виробляти і продавати свої автомобілі в Японії за ліцензією. Такими прикладами є  Isuzu в партнерстві з Wolseley Motors (Велика Британія), Nissan в партнерстві з британським автовиробником Austin Motor Company і Mitsubishi Model A, який базувався на Fiat Tipo 3. Попит на вітчизняні вантажні автомобілі значно збільшився завдяки японському нарощуванню військової потужності до Другої світової війни, яке змусило багато японських автомобільних виробників, вирватися зі своїх оболонок і розробляти свої власні транспортні засоби. У 1970-ті роки Японія була піонером у виробництві робототехніки для транспортних засобів.
Країна є домівкою для цілого ряду компаній, що виробляють автомобілі, будівельні машини, мотоцикли, квадроцикли і автомобільні двигуни. Японські виробники автомобілів включають в себе такі всесвітньо відомі компанії, як Toyota,  Honda, Nissan, Mazda, Mitsubishi, Subaru, Suzuki, Daihatsu, Isuzu, Kawasaki, Yamaha, Datsun, Mitsuoka.
Автомобілі, розроблені в Японії завойовували нагороду Європейський автомобіль року (European Car of the Year), Міжнародний автомобіль року (International Car of the Year), і Всесвітній автомобіль року (World Car of the Year) багато разів. Японські автомобілі мають вплив на весь світ, і більше не мають клейма, яке вони мали в 1950-ті і 1960-ті роки, коли вони вперше з'явилися на міжнародному рівні.
Японські інвестиції допомогли рости автомобільній промисловості в багатьох країнах протягом останніх кількох десятиліть.

## Історія

### Ранні роки

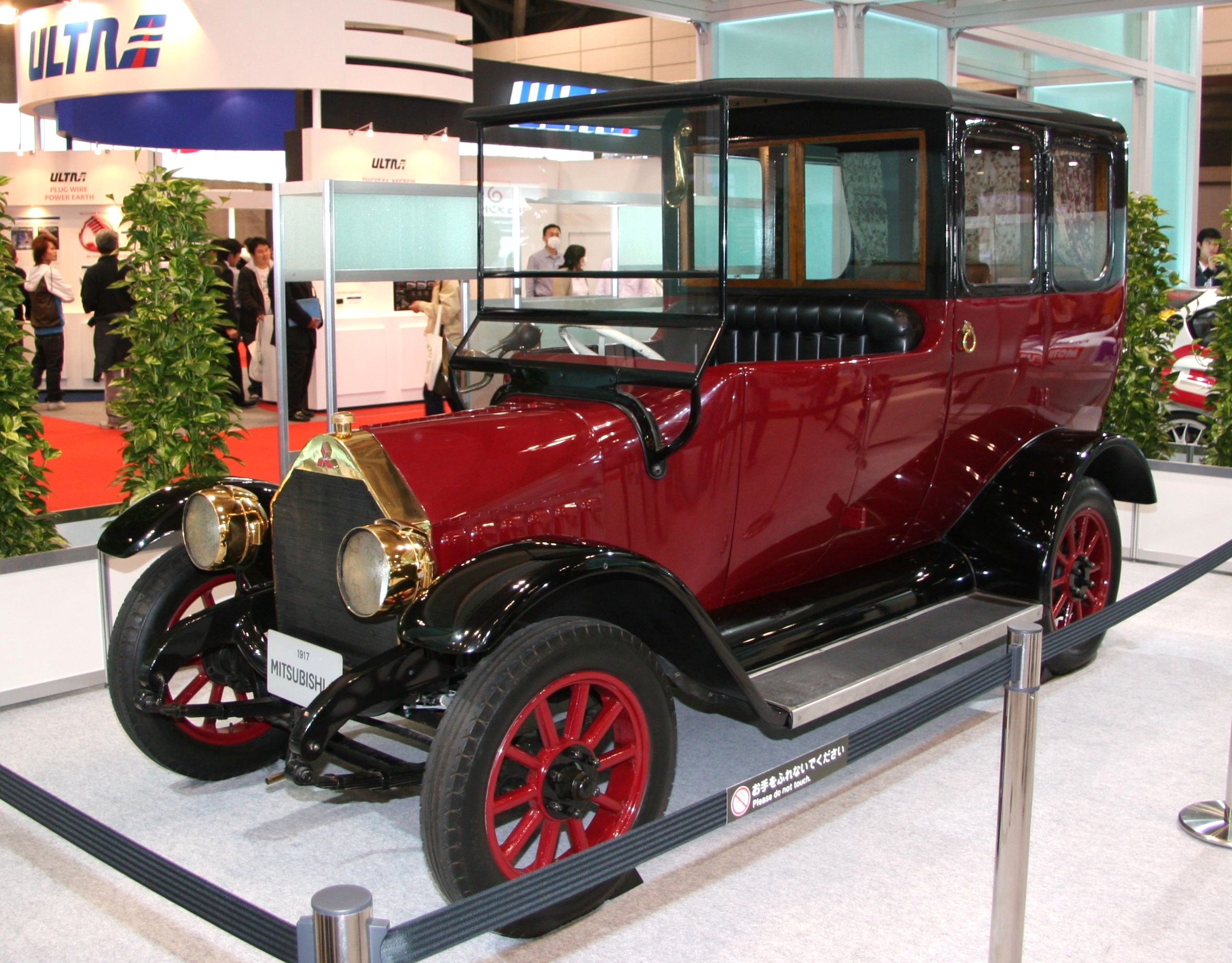
Mitsubishi Model A (1917–1922)

У 1904 році Торао Ямаха (Torao Yamaha) випустив перший автобус вітчизняного виробництва, який був приведений в дію паровим двигуном. У 1907 році Команосуке Учіяма (Komanosuke Uchiyama) виробив Takuri, перший автомобіль повністю японського виробництва з бензиновим двигуном.
Автомобілі, побудовані в Японії до Другої світової війни, як правило, базуються на європейських чи американських моделях. Mitsubishi Model A 1917 року базувалась на дизайні Fiat А3-3. Ця модель вважається першим автомобілем масового виробництва в Японії, із 22-ма виробленими одиницями.
Ford Motor Company of Japan була заснована в 1925 році, а виробничий завод був створений в Йокогамі. General Motors заснувала операції в місті Осака в 1927 році. Chrysler також прийшов до Японії і створив Kyoritsu Motors.
Компанія Toyota, спочатку була текстильним виробником, але почала будувати автомобілі в 1936 році.
За перше десятиліття після Другої світової війни, виробництво автомобілів було обмежено, і до 1966 року, велика частина виробництва складалась з вантажівок (в тому числі і триколісних транспортних засобів). Після цього легкові автомобілі почали домінувати на ринку.

##### Основні моделі

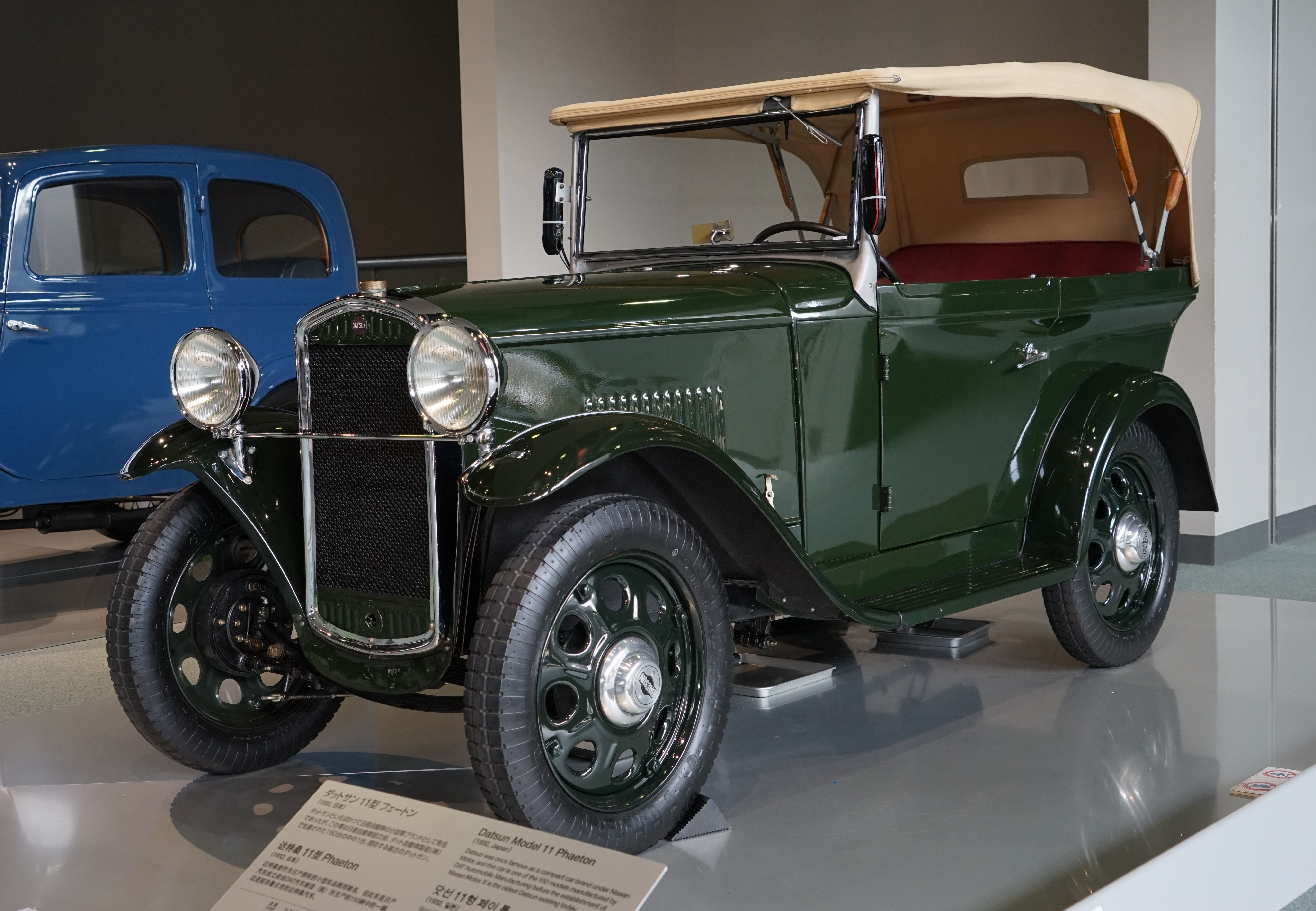
Datsun Type 11 (1932)
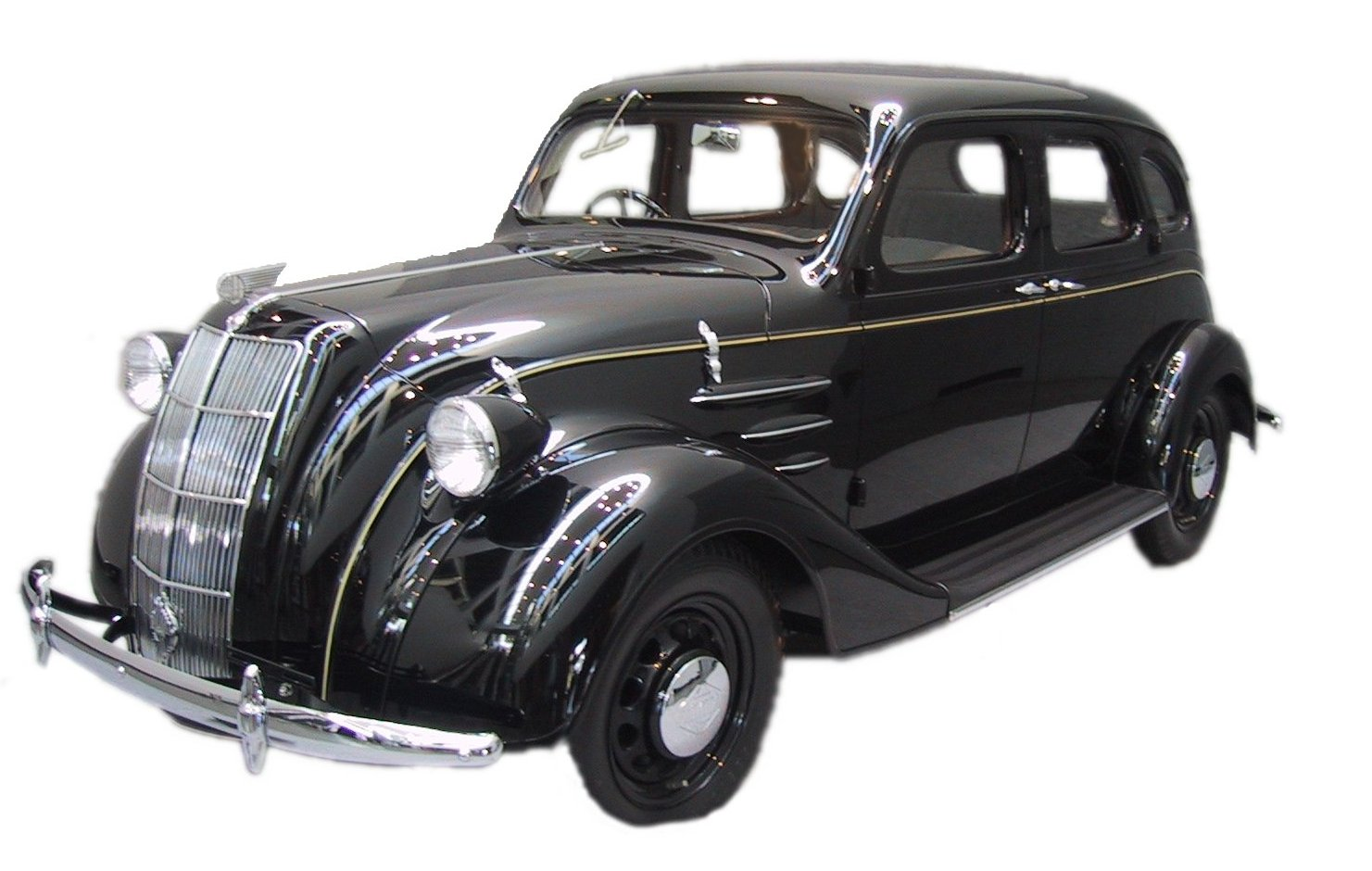
Toyota AA (1936–1943)
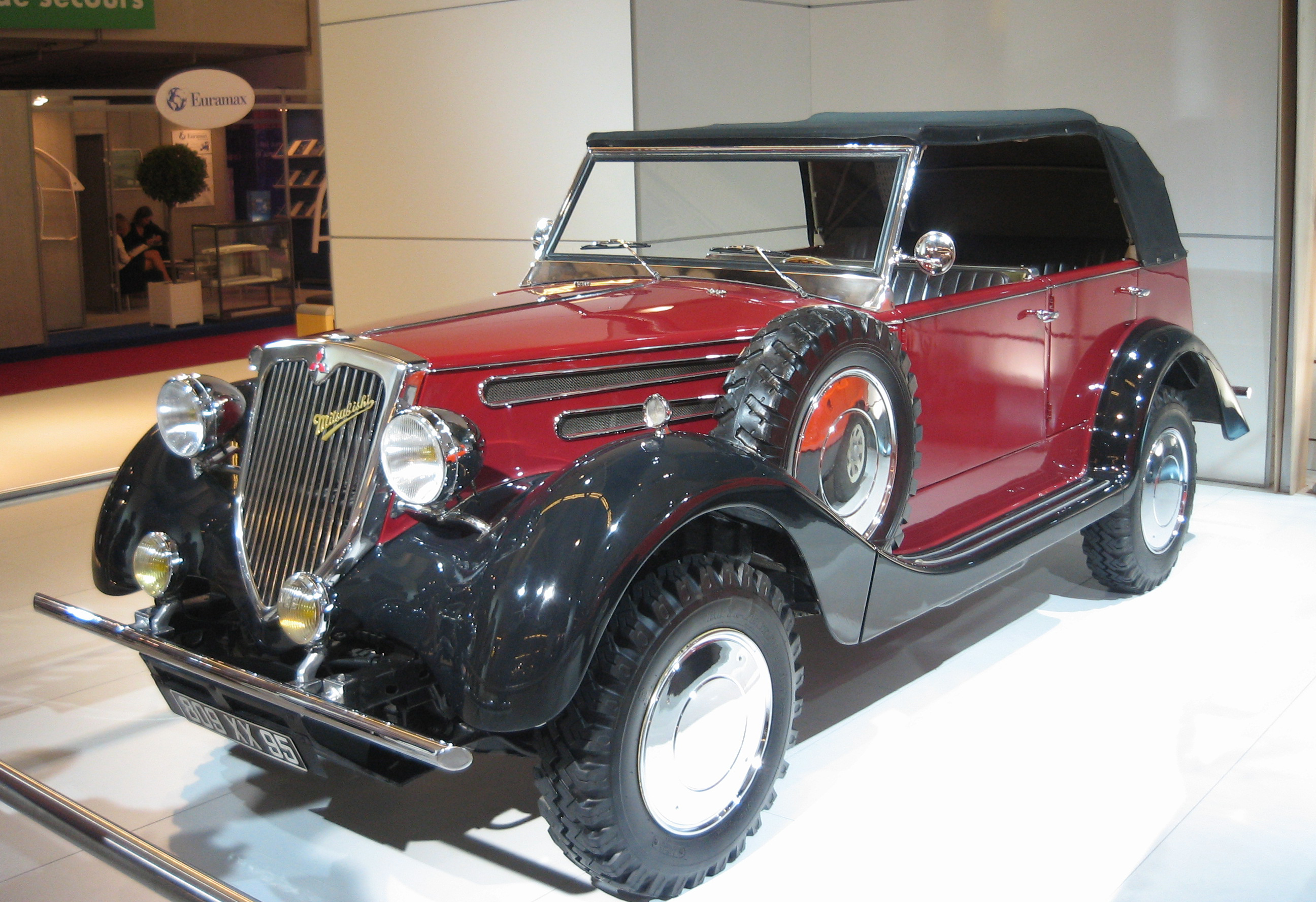
Mitsubishi PX33 (1937)
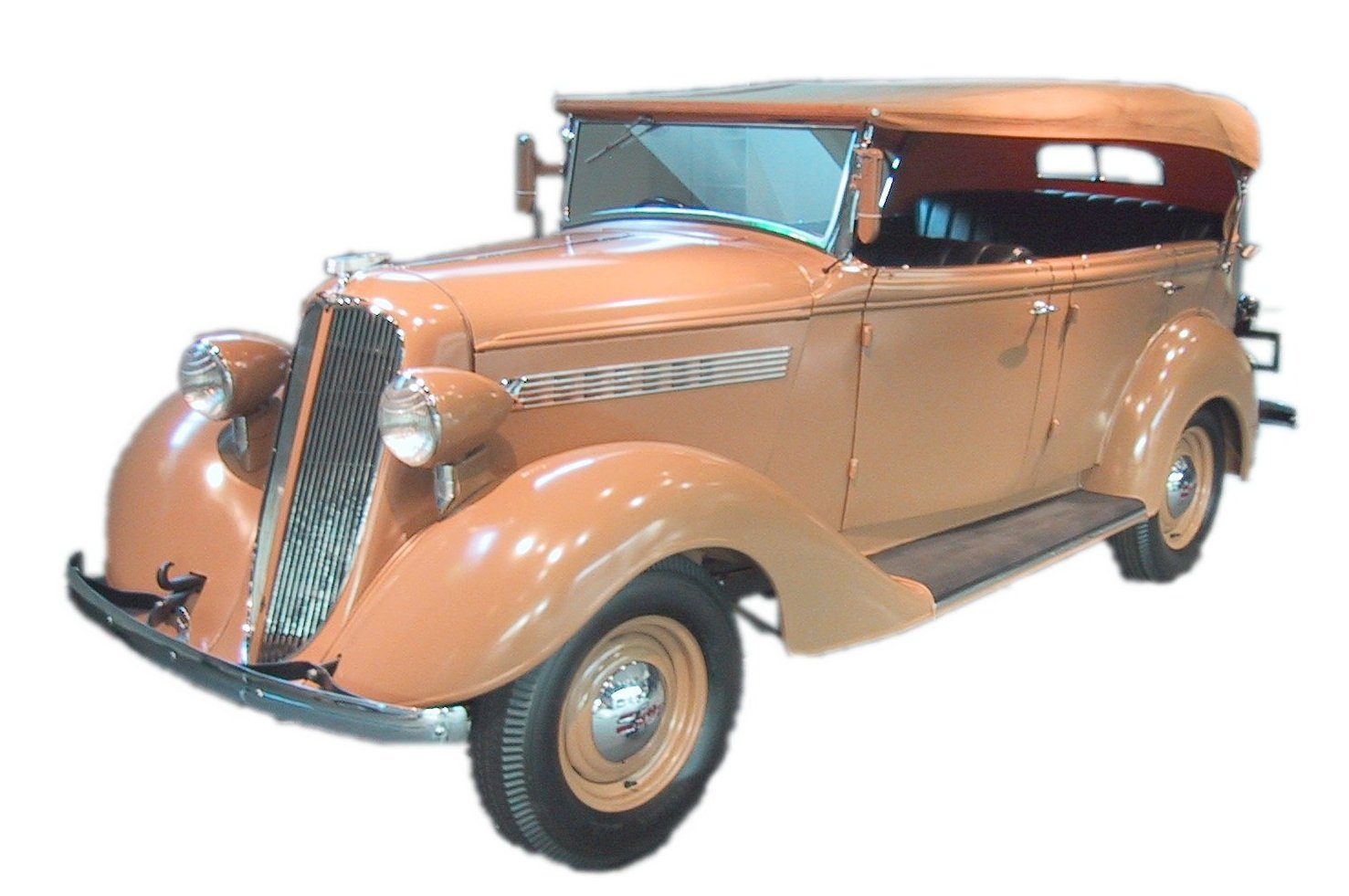
Nissan Model 70 Phaeton (1938)

### 1950-ті роки
Експорт був дуже обмежений в 1950-ті роки, додаючи тільки до 3,1 % від загального обсягу виробництва легкових автомобілів десятиліття.
У 1950-х фірма Toyota застосувала засновану на Кайдзен систему гнучкої організації виробництва і підвищення якості, відому як «метод Тойоти»

##### Основні моделі

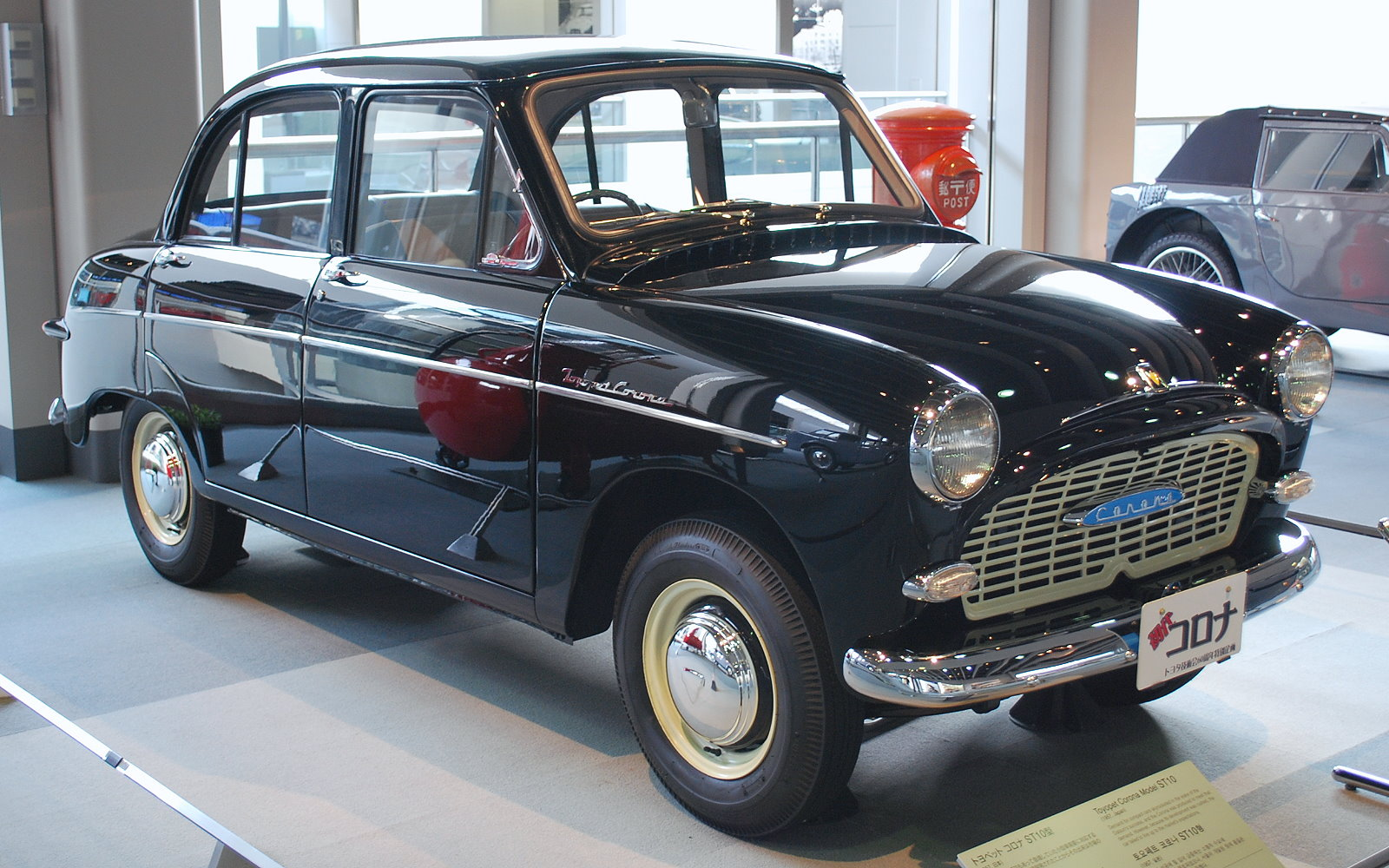
Toyopet Corona (1957–1960)
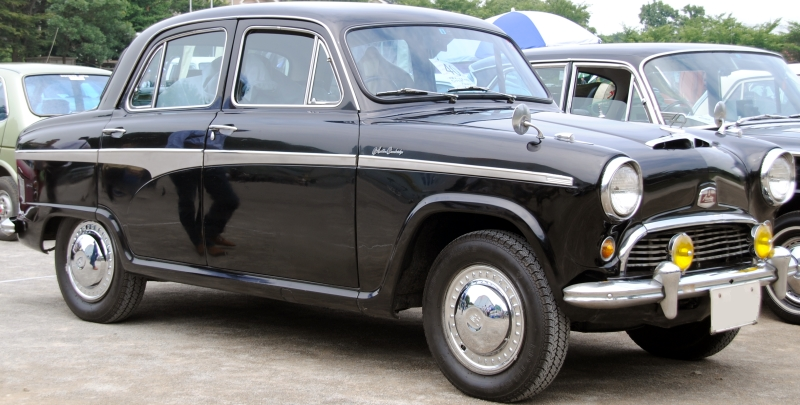
Nissan Austin A50 (1955–1957)
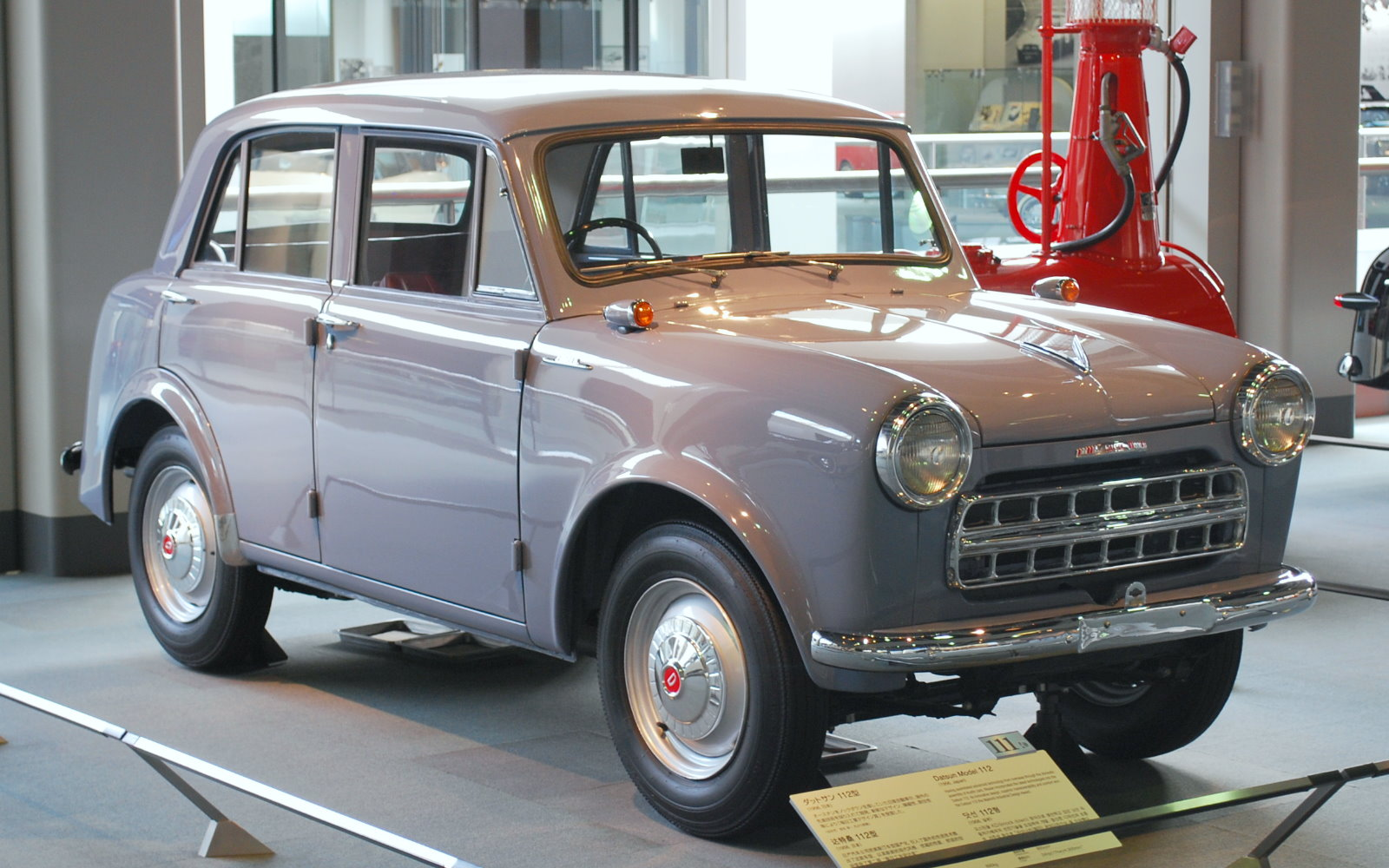
Datsun 210/211 (1957–1959)
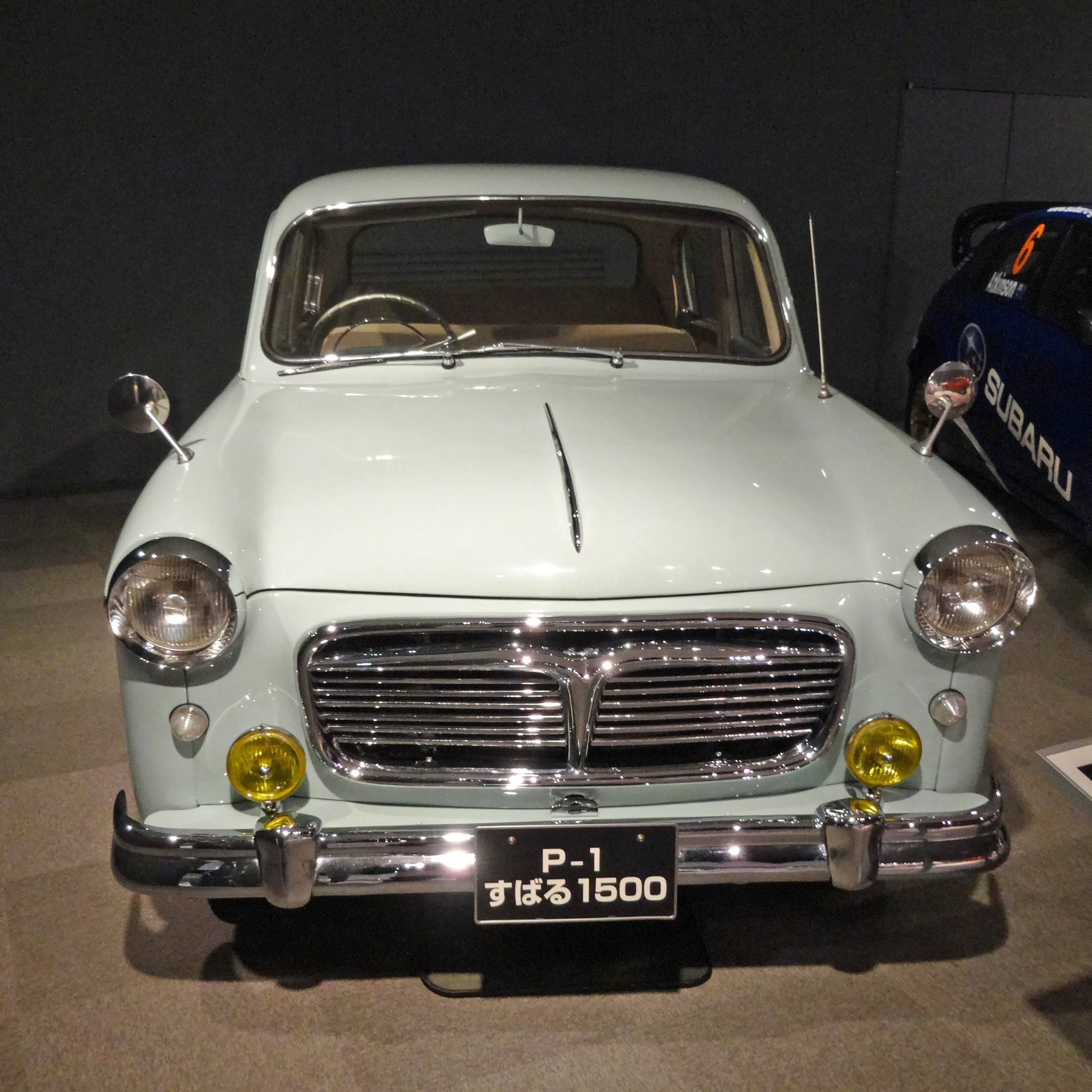
Subaru 1500 (1954)
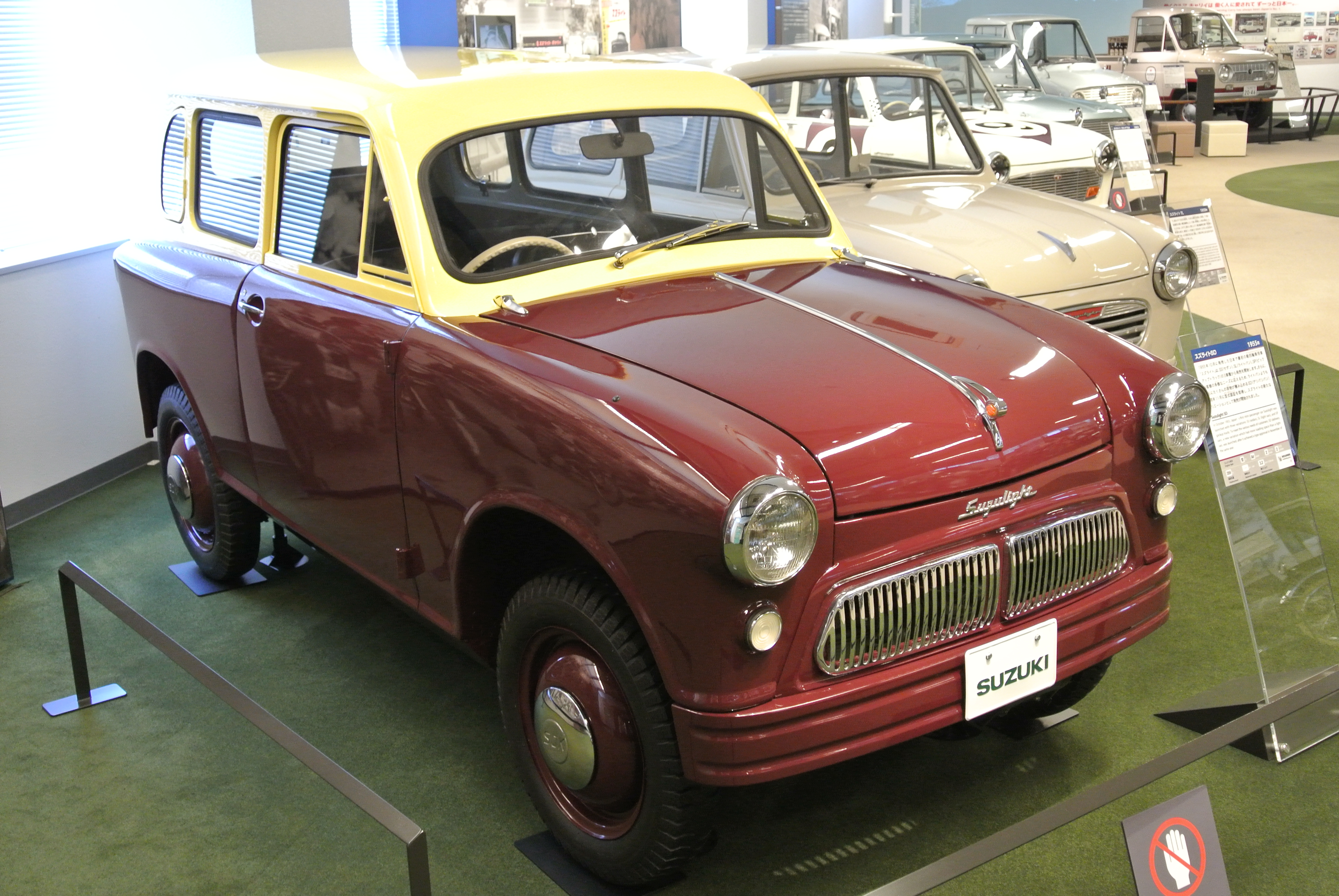
Suzuki Suzulight (1955–1969)
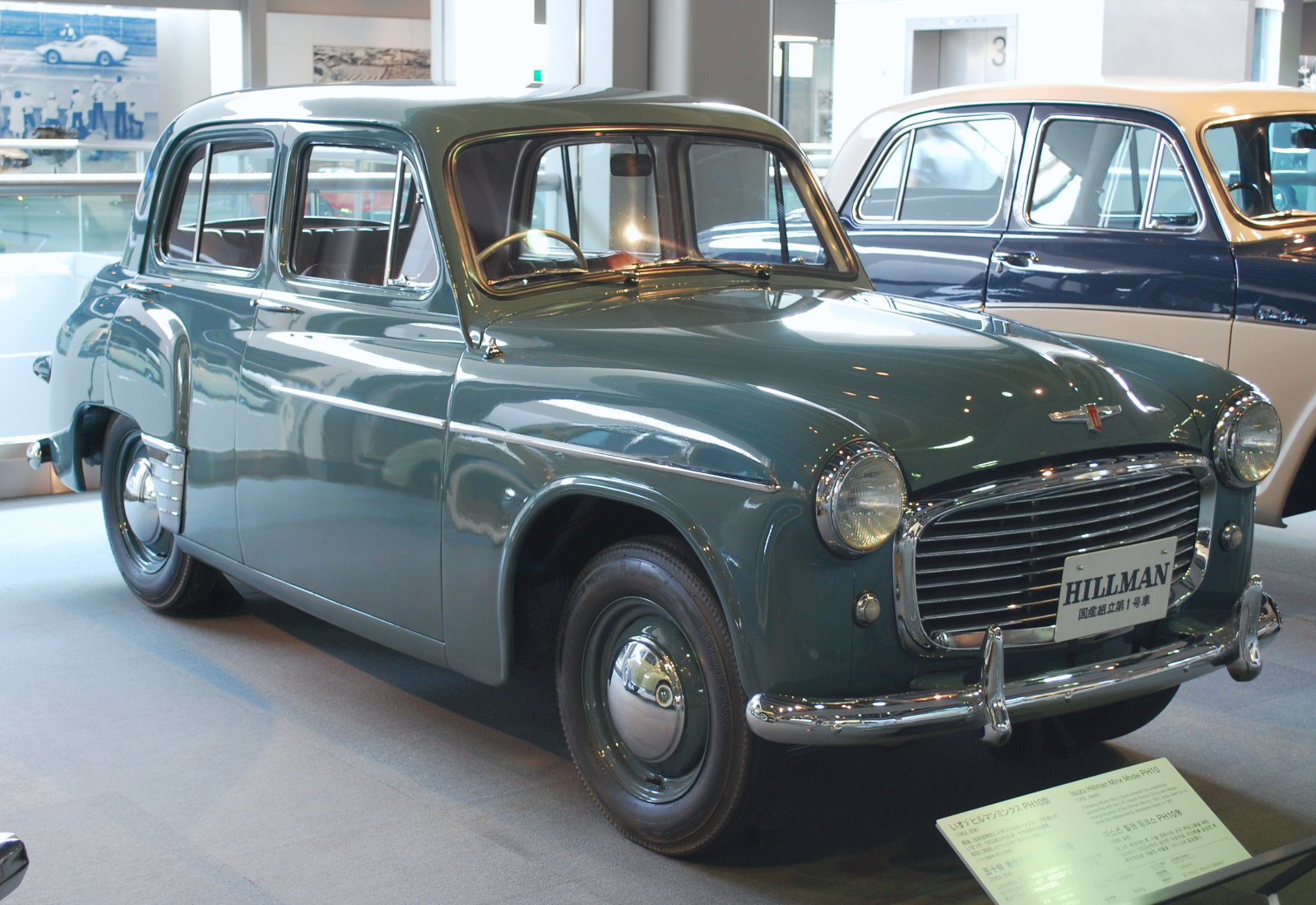
Isuzu Hillman Minx (1953–1954)

### 1960-ті роки
Протягом 1960-х років, японські автовиробники запустили безліч нових кей-карів на своєму внутрішньому ринку; скутери і мотоцикли залишались домінуючими, з обсягом продажів 1,47 мільйона в 1960 році порівняно з усього лише 36,000 кей-карів. Ці крихітні автомобілі зазвичай оснащувались дуже маленькими двигунами (під 360 см³, але іноді з встановленими двигунами до 600 см³ на експорт), щоб зберегти податки значно нижчими, ніж у великих автомобілів. Перший автомобіль з цієї нової ери, насправді запущений в 1958 році, був Subaru 360. Він був відомий як «Lady Beetle», таким чином порівнюючи його значення з Volkswagen Beetle в Німеччині. Інші значущі моделі були Suzuki Fronte, Mitsubishi Minica, Mazda Carol і Honda N360.
Найпопулярнішим сегментом економ автомобілів в шістдесятих роках був клас 700—800 см³, втілений в Toyota Publica, Mitsubishi Colt 800, та оригінальній Mazda Familia. До кінця шістдесятих років, однак, ці (часто двотактні) автомобілі були замінені повними однолітровими автомобілями з чотиритактними двигунами, рух який було направлено на виробництво Datsun (Nissan) Sunny 1966 року.
У 1960-х роках японські виробники почали конкурувати лоб-в-лоб на внутрішньому ринку, модель-до-моделі.

##### Основні моделі

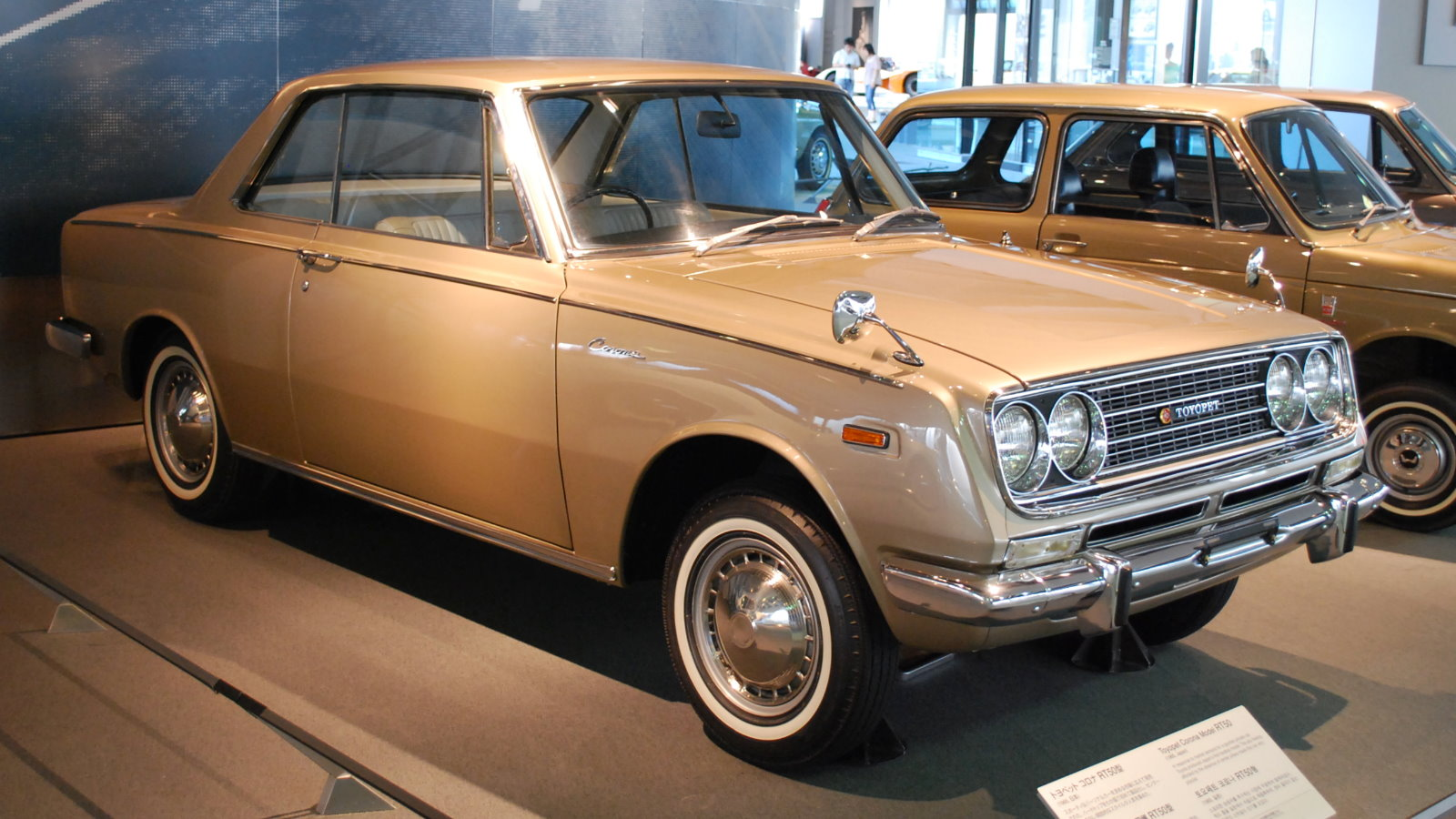
Toyopet Corona (1964–1970)
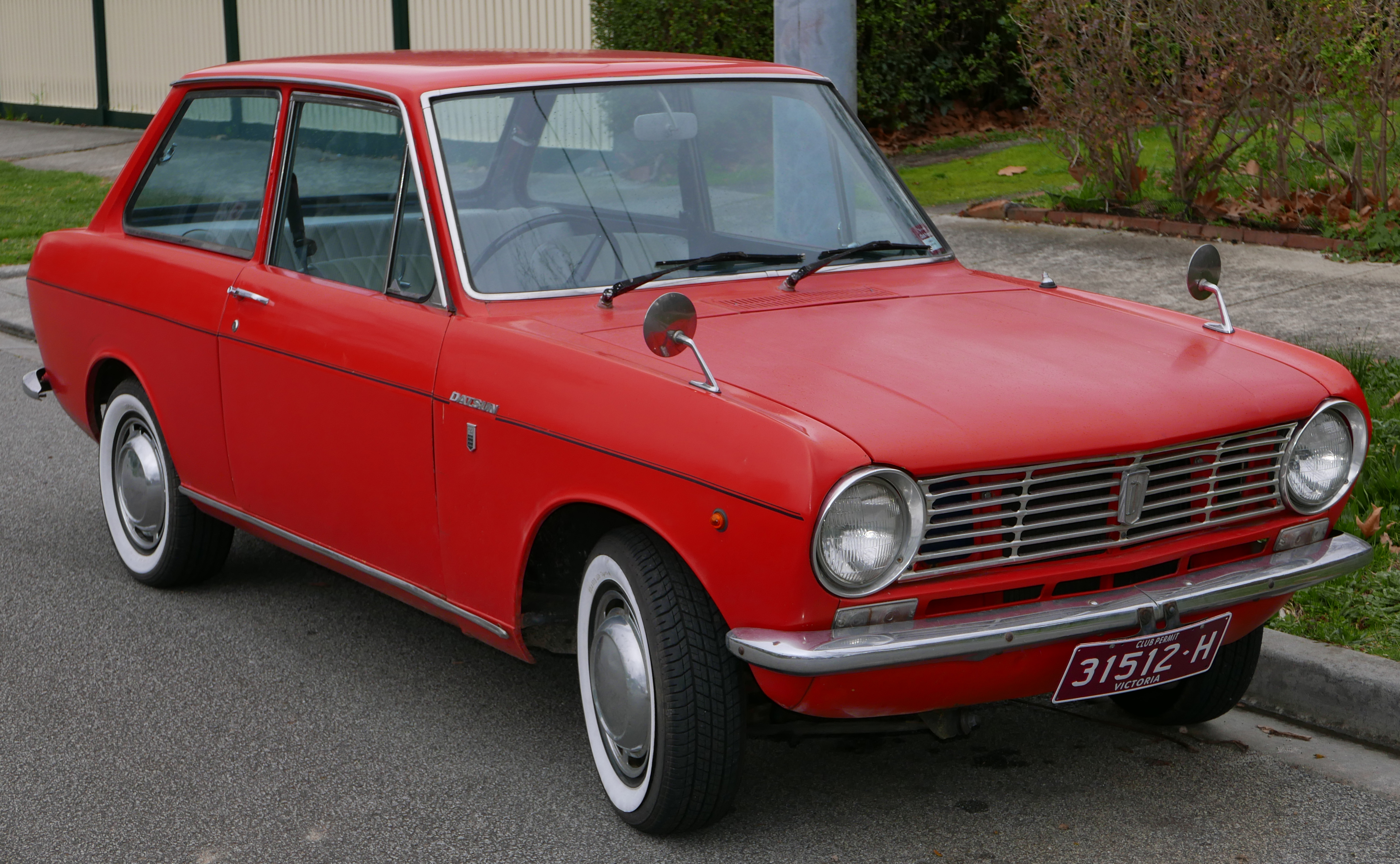
Datsun Sunny (1966–1969)
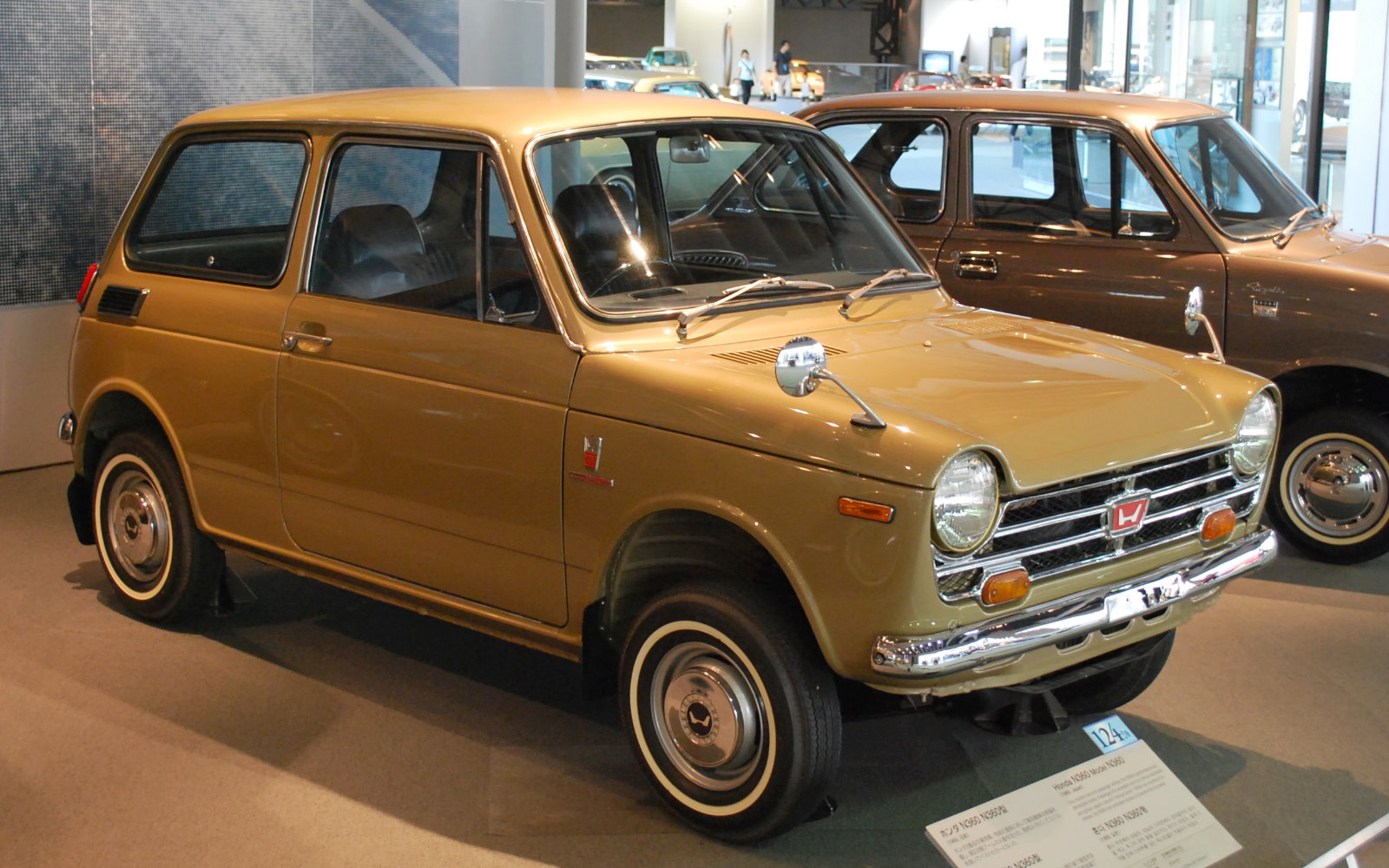
Honda N360 (1967–1970)
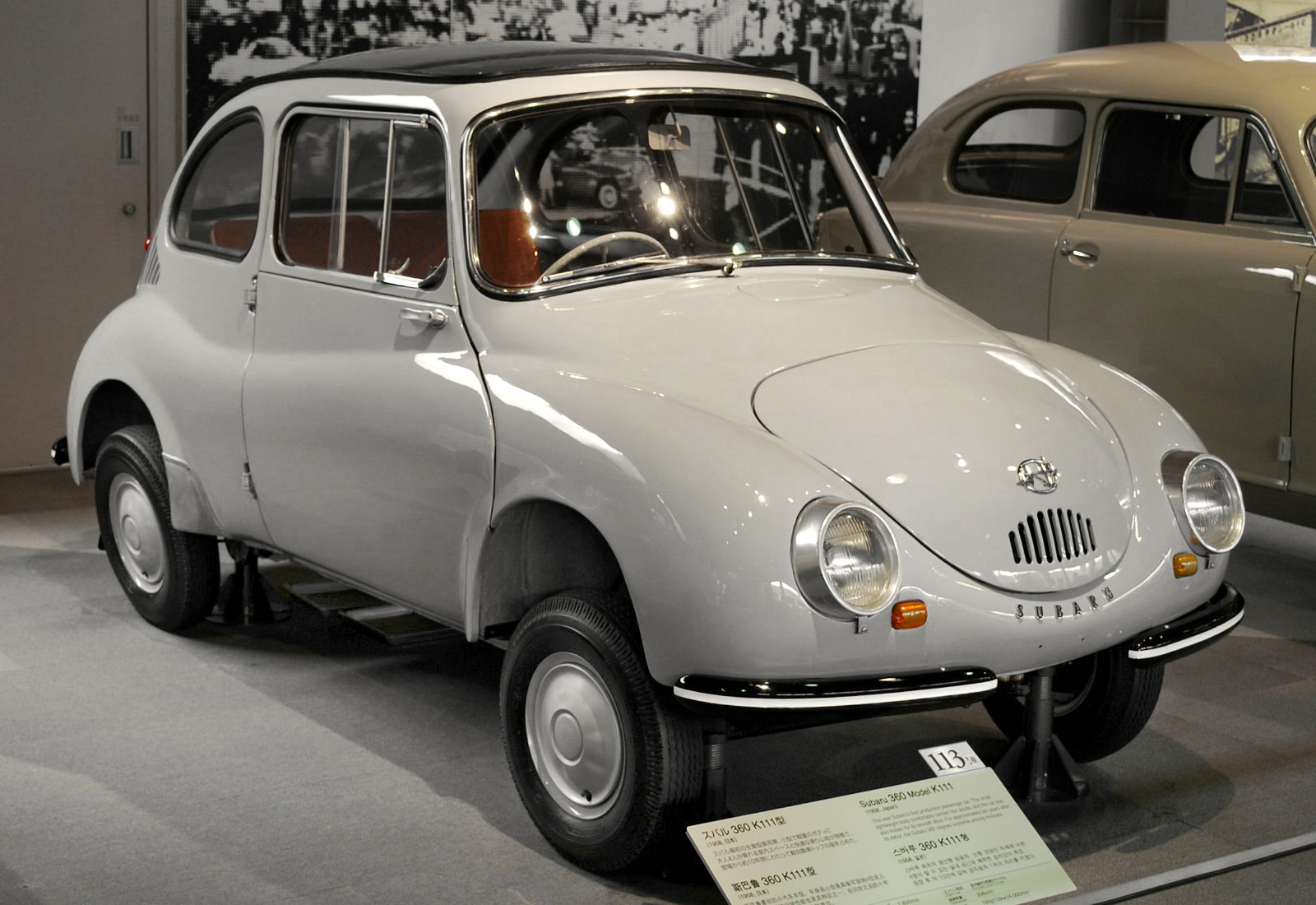
Subaru 360 (1958–1971)
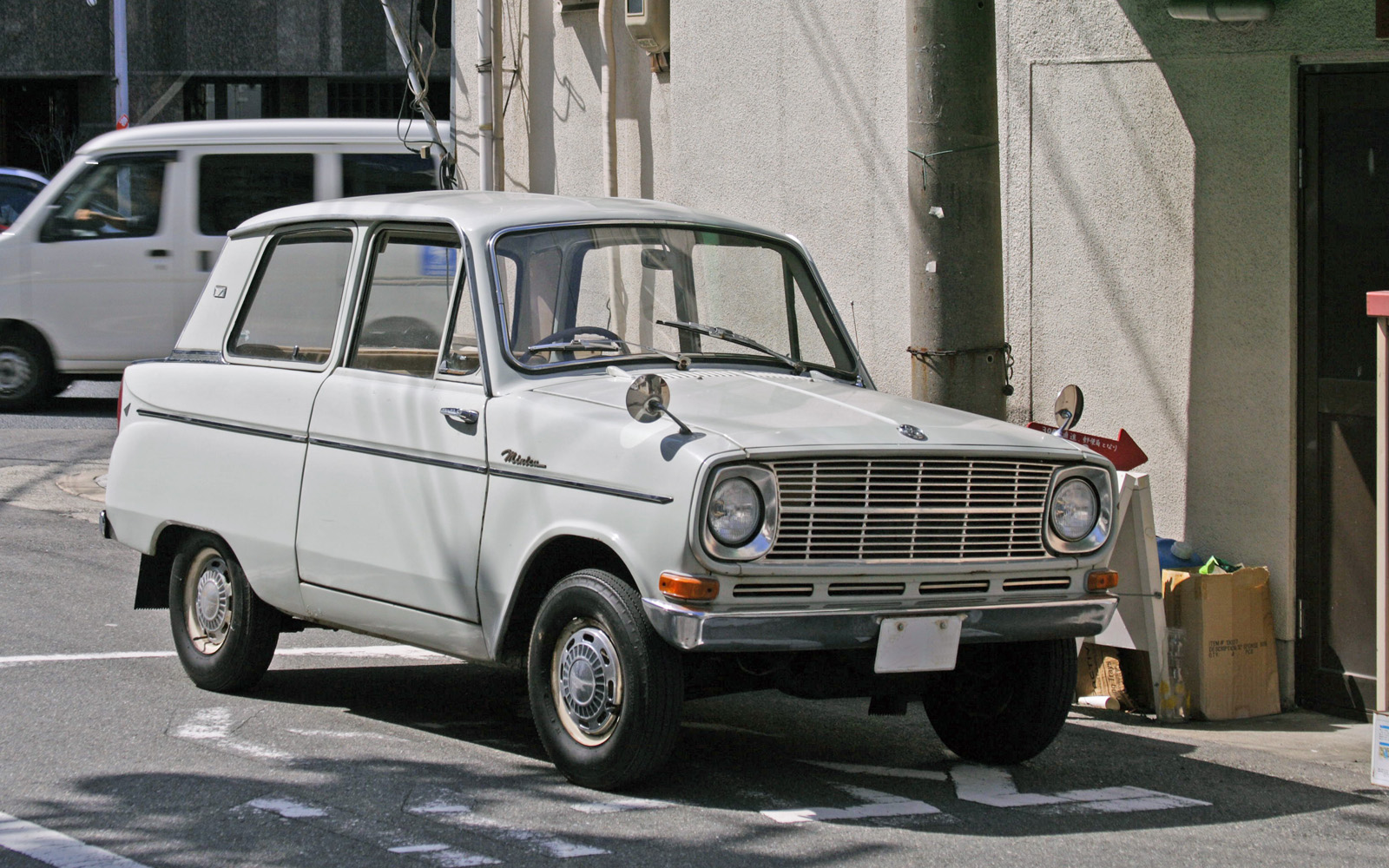
Mitsubishi Minica (1962–1969)
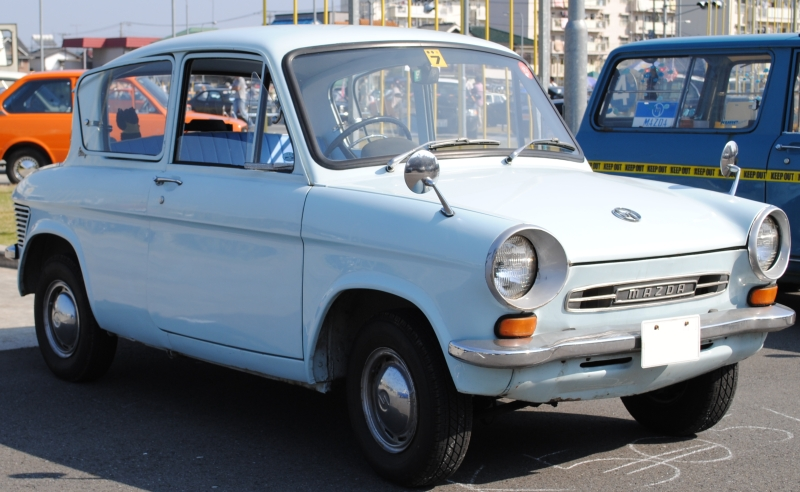
Mazda Carol (1962–1970)

### 1970-ті роки
Експорт легкових автомобілів збільшився майже у 200 раз в шістдесятих роках в порівнянні з попереднім десятиліттям до 17,0 відсотка від загального обсягу виробництва. Це правда, був ще тільки початок. Швидке зростання внутрішнього попиту і розширення присутності японських автомобільних компаній на зарубіжних ринках в 1970-і роки призвело до подальшого прискореного зростання. Виробництво автомобілів в Японії продовжувало швидко зростати після 1970-х років, коли Mitsubishi (представлена як Dodge) і Honda почала продавати свої автомобілі у США. Ще більше брендів прийшли до Америки та за кордон протягом 1970-х років, а до 1980 року японські виробники набирають основну точку опори у США і світових ринках.

##### Основні моделі

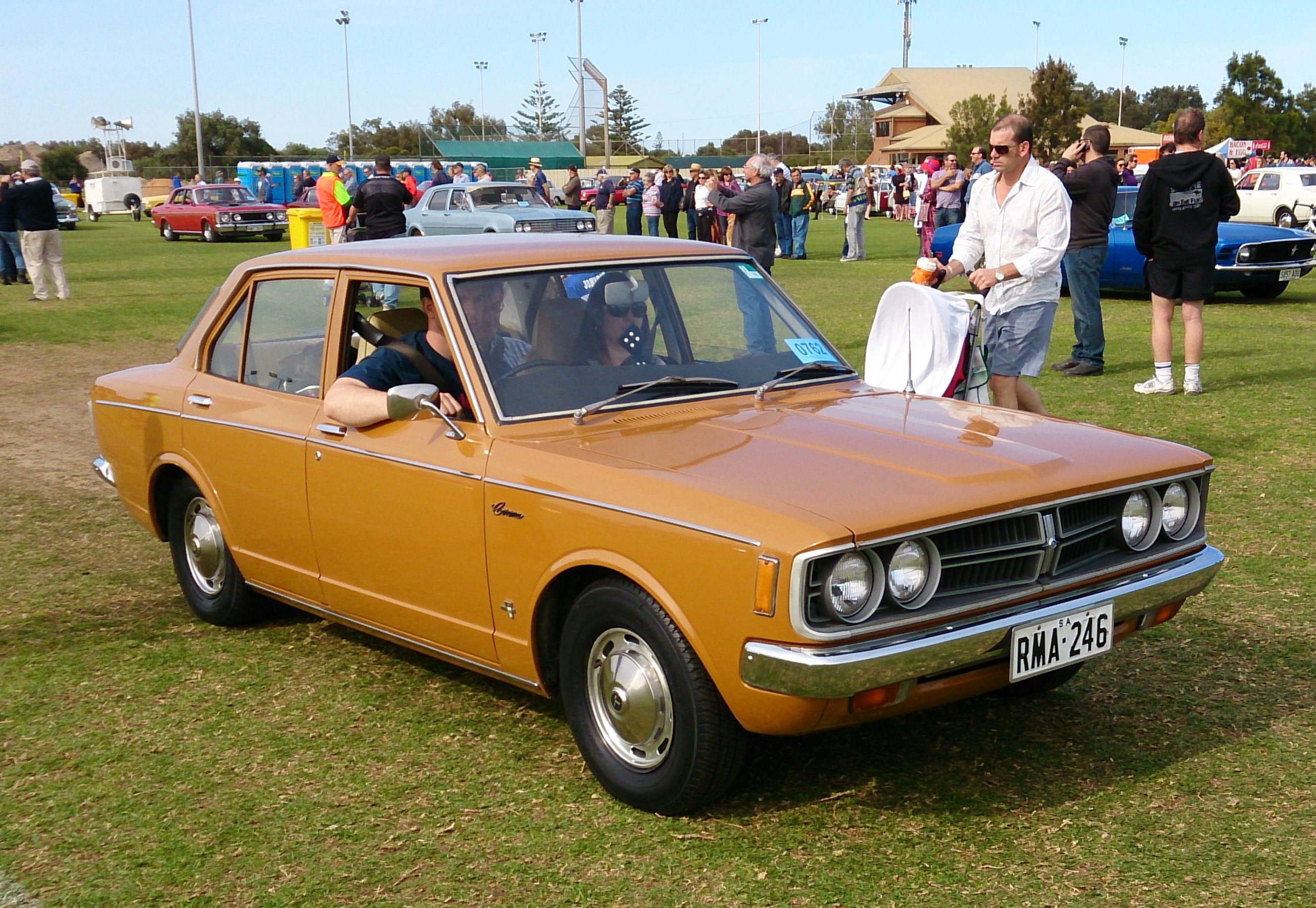
Toyota Corona (1970–1973)
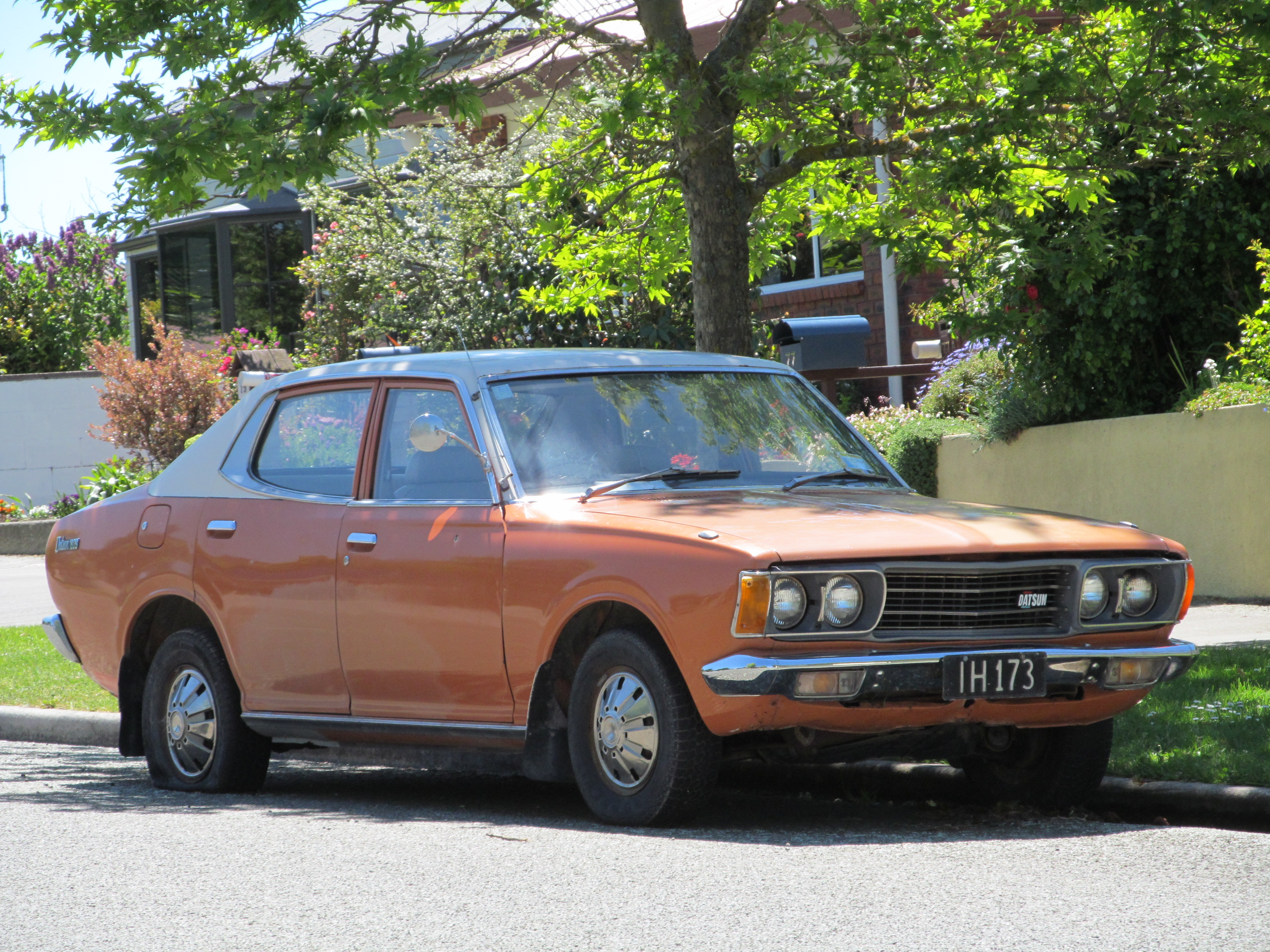
Datsun Bluebird (1971–1976)
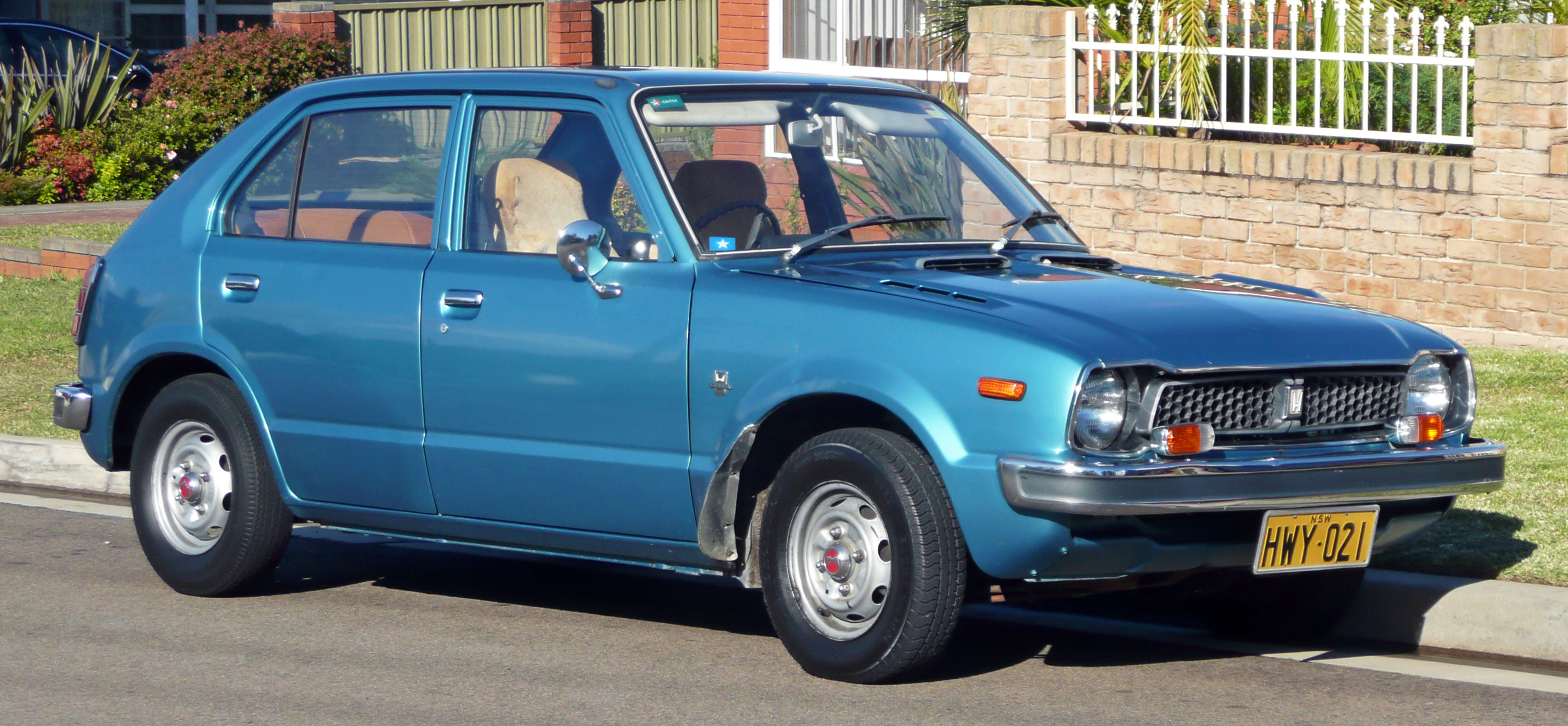
Honda Civic (1972–1979)
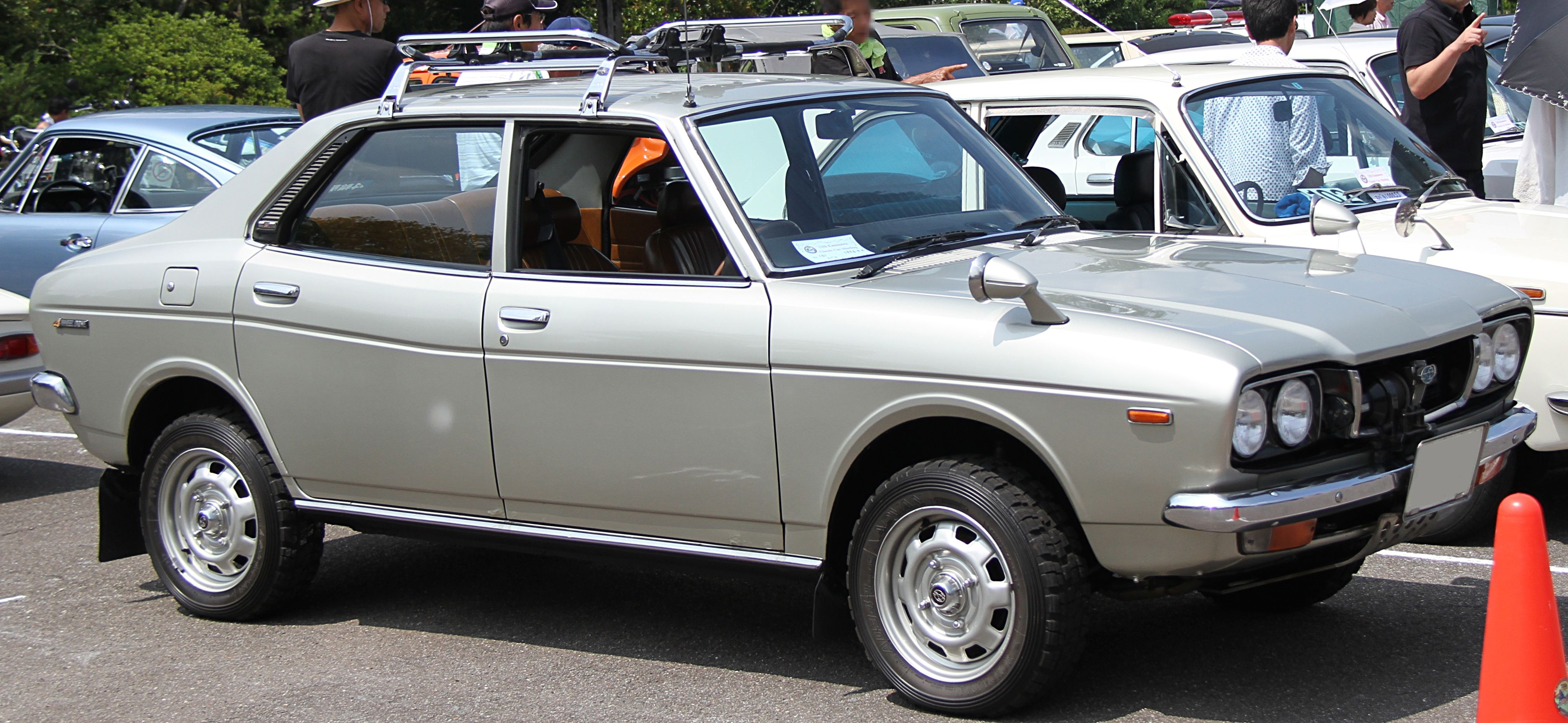
Subaru Leone (1971–1981)
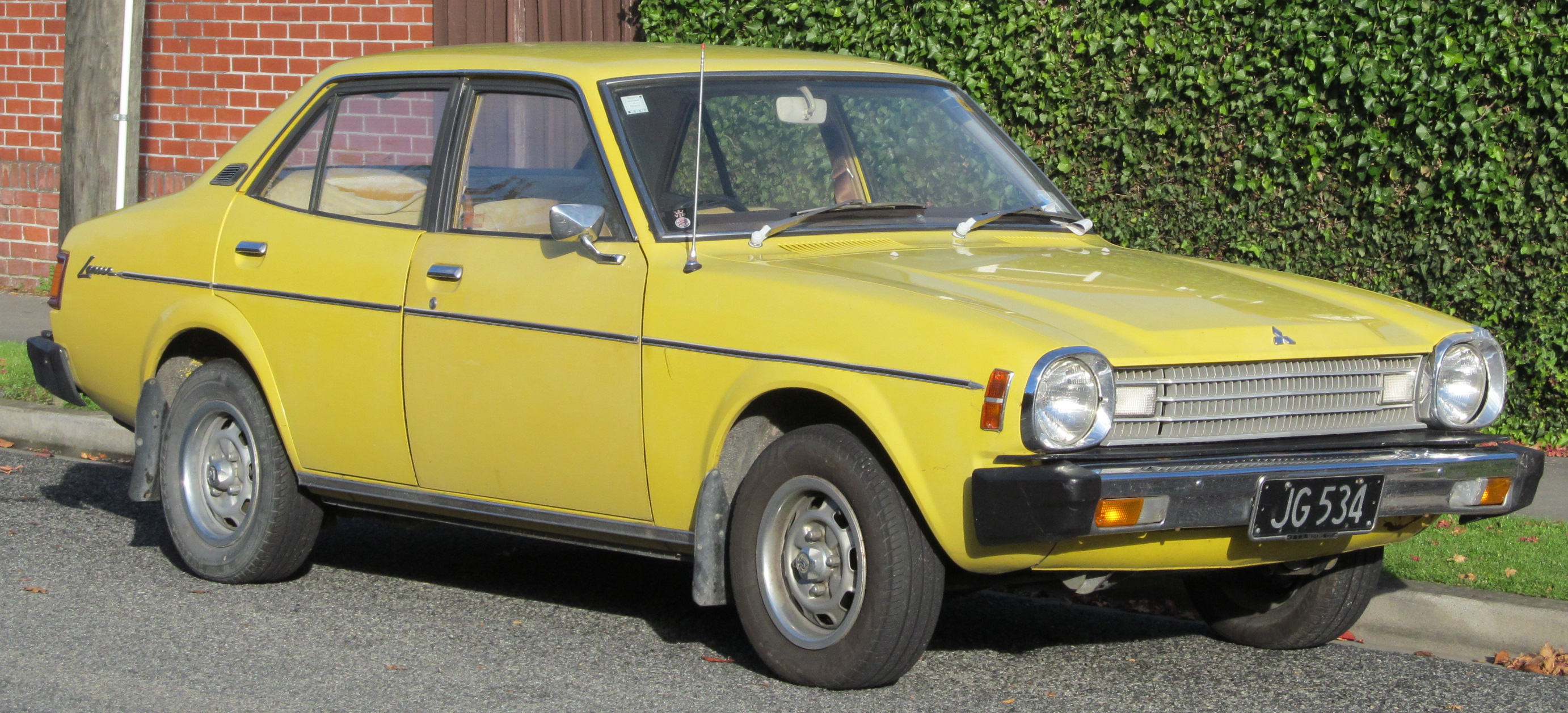
Mitsubishi Lancer (1973–1979)
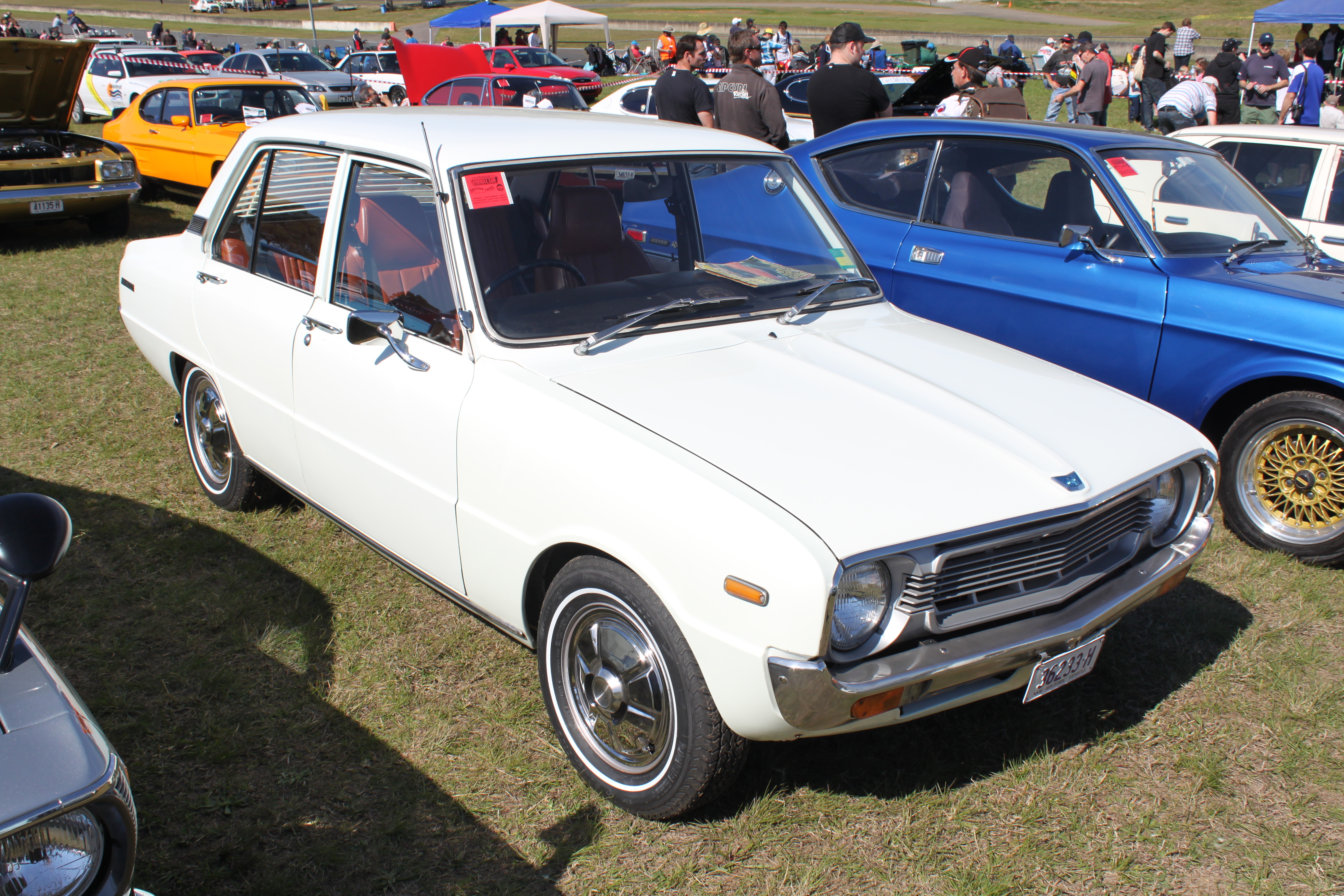
Mazda Familia Presto (1973–1977)

### 1980-ті роки
До кінця 1980-х і початку 1990-х японські виробники автомобілів вже вступили в стадію «Гіпер-дизайну» та «Гіпер-обладнання»; гонка озброєнь призводить до менш конкурентоспроможної продукції хоча і виробляється і надалі дуже ефективним способом.
Найвищого піку автомобілебудування досягло в 1989 році, коли в країні було вироблено близько 13 млн автомобілів, з яких 6 мільйонів були експортовані за кордон.

##### Основні моделі

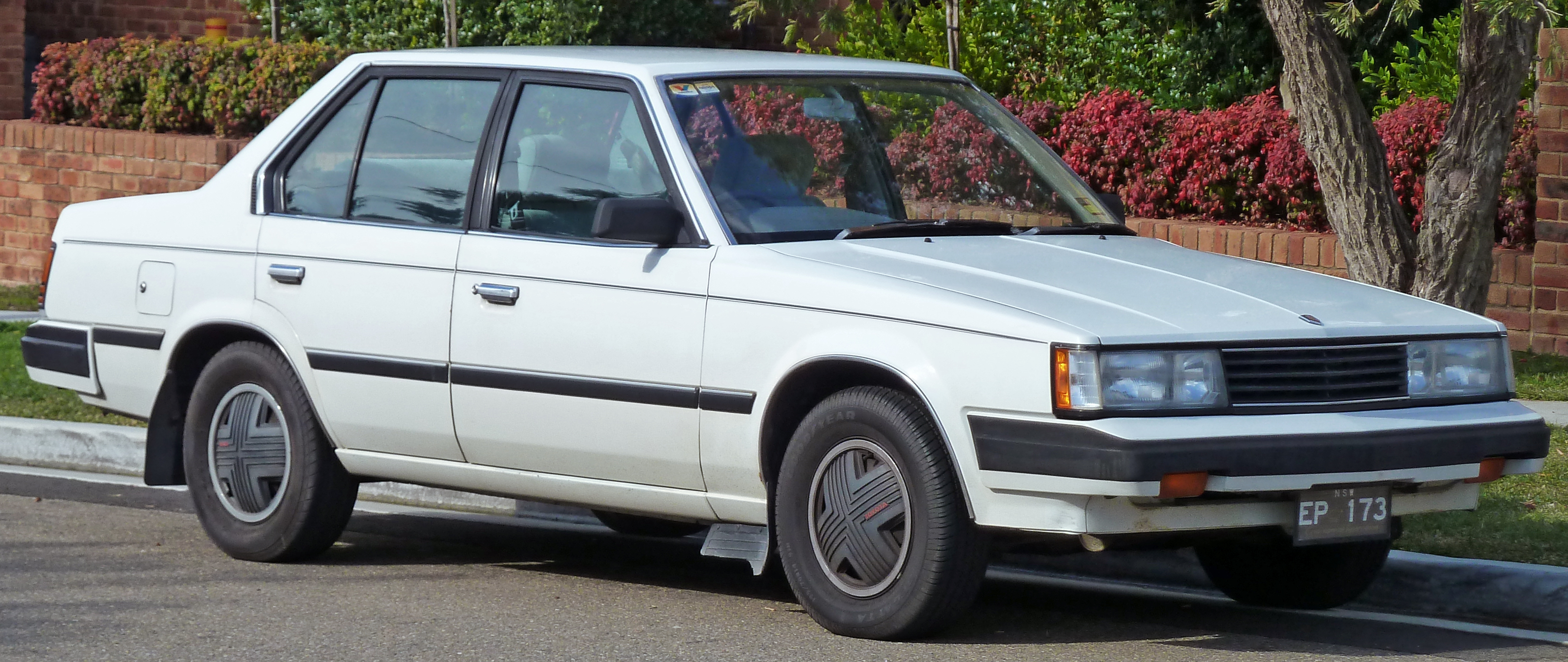
Toyota Corona (1982–1987)
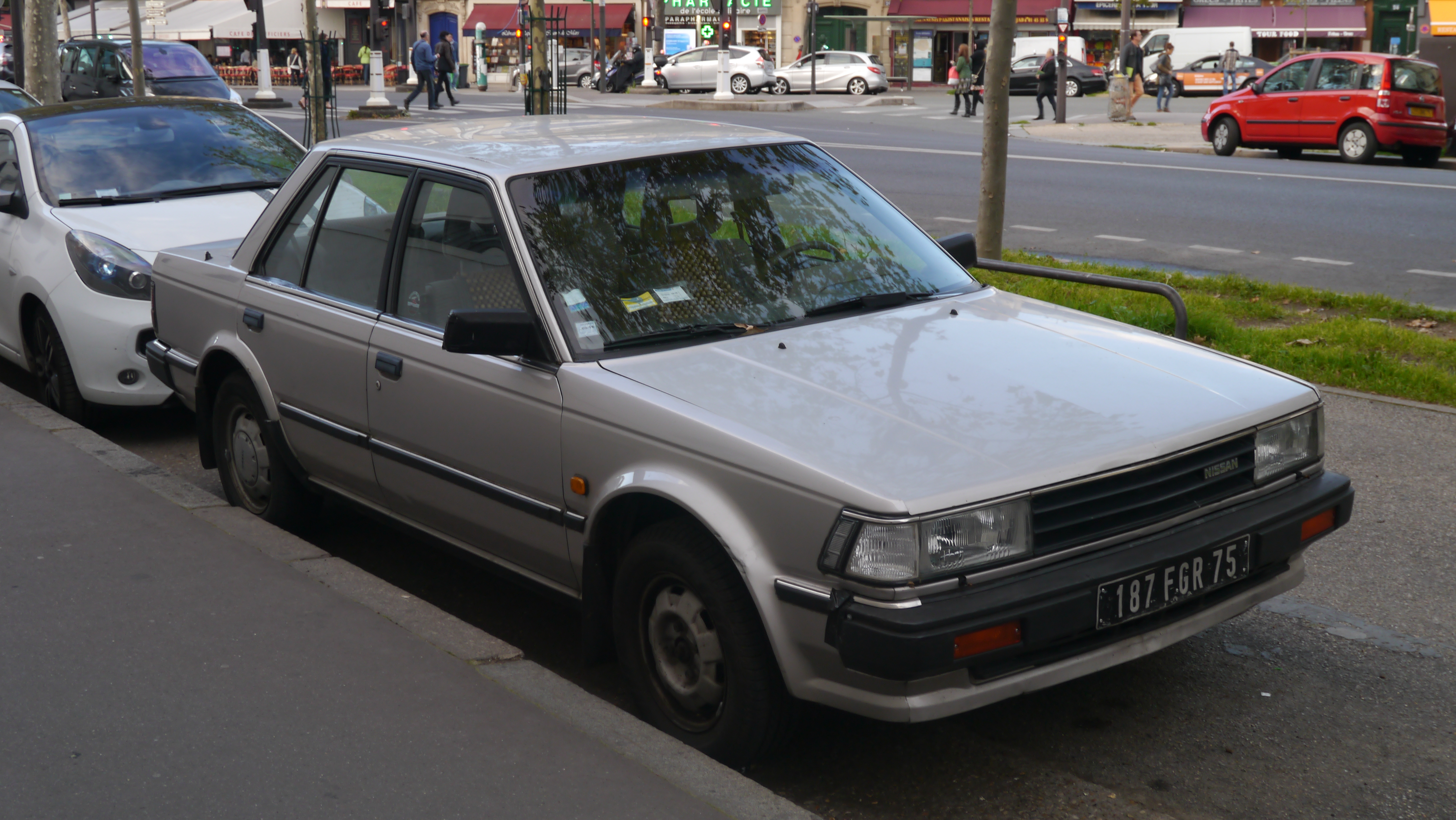
Nissan Bluebird (1983–1987)
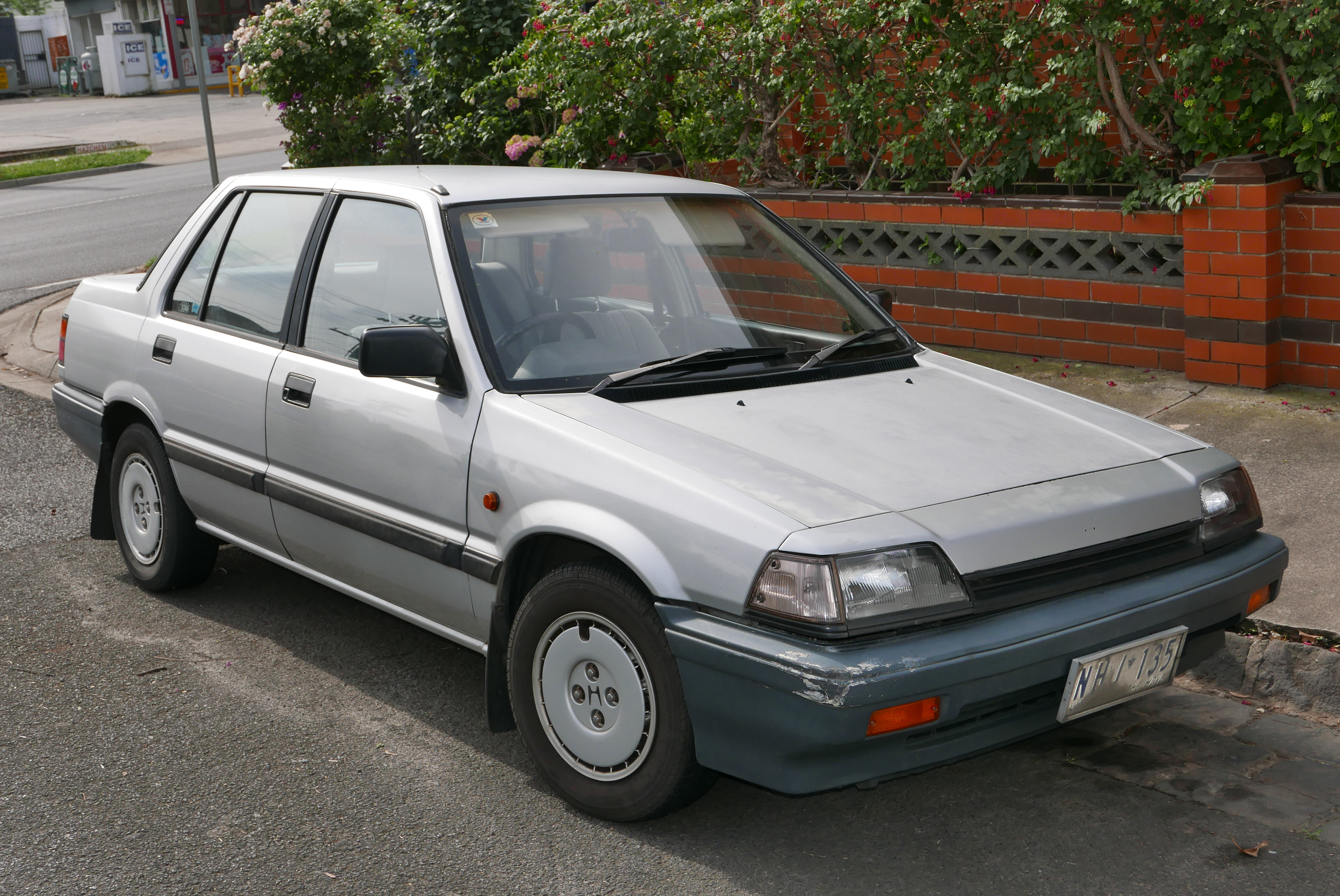
Honda Civic (1983–1987)
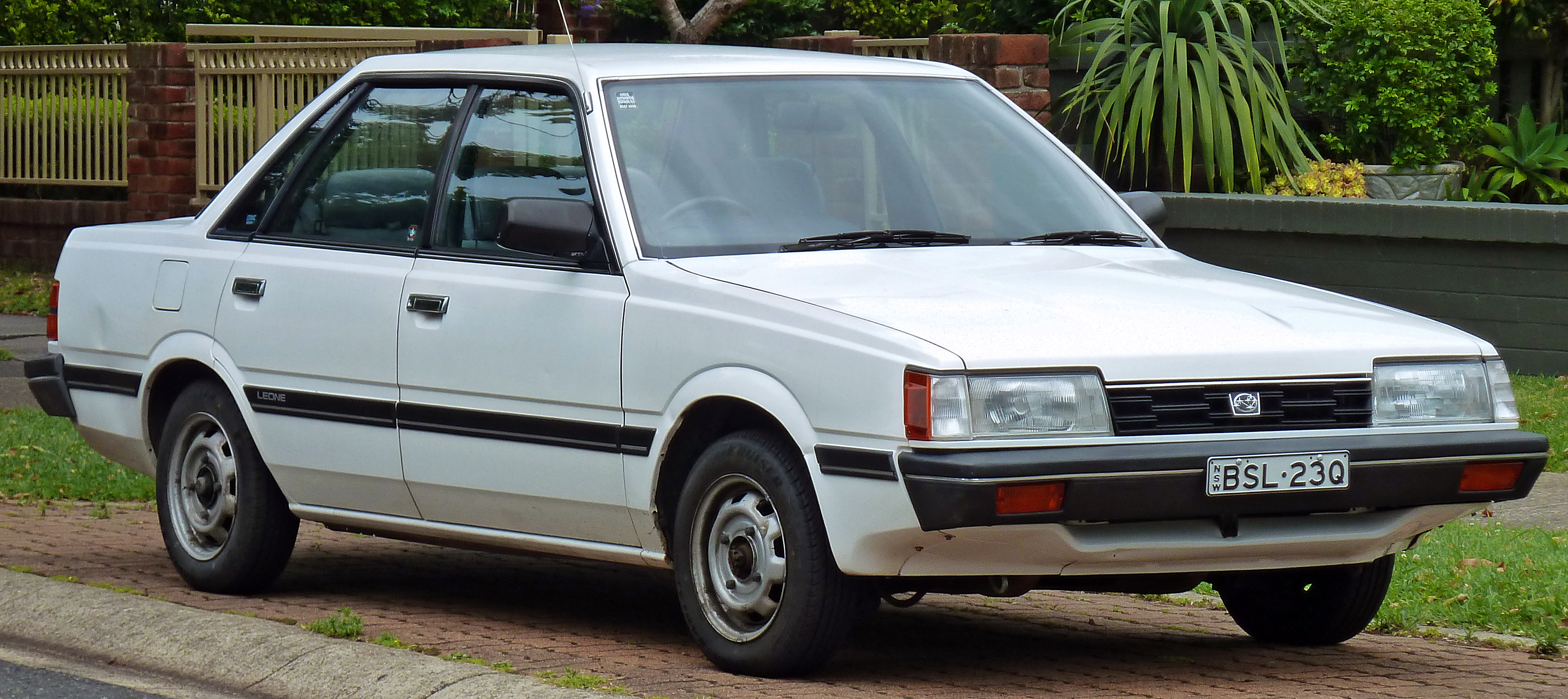
Subaru Leone (1984–1994)
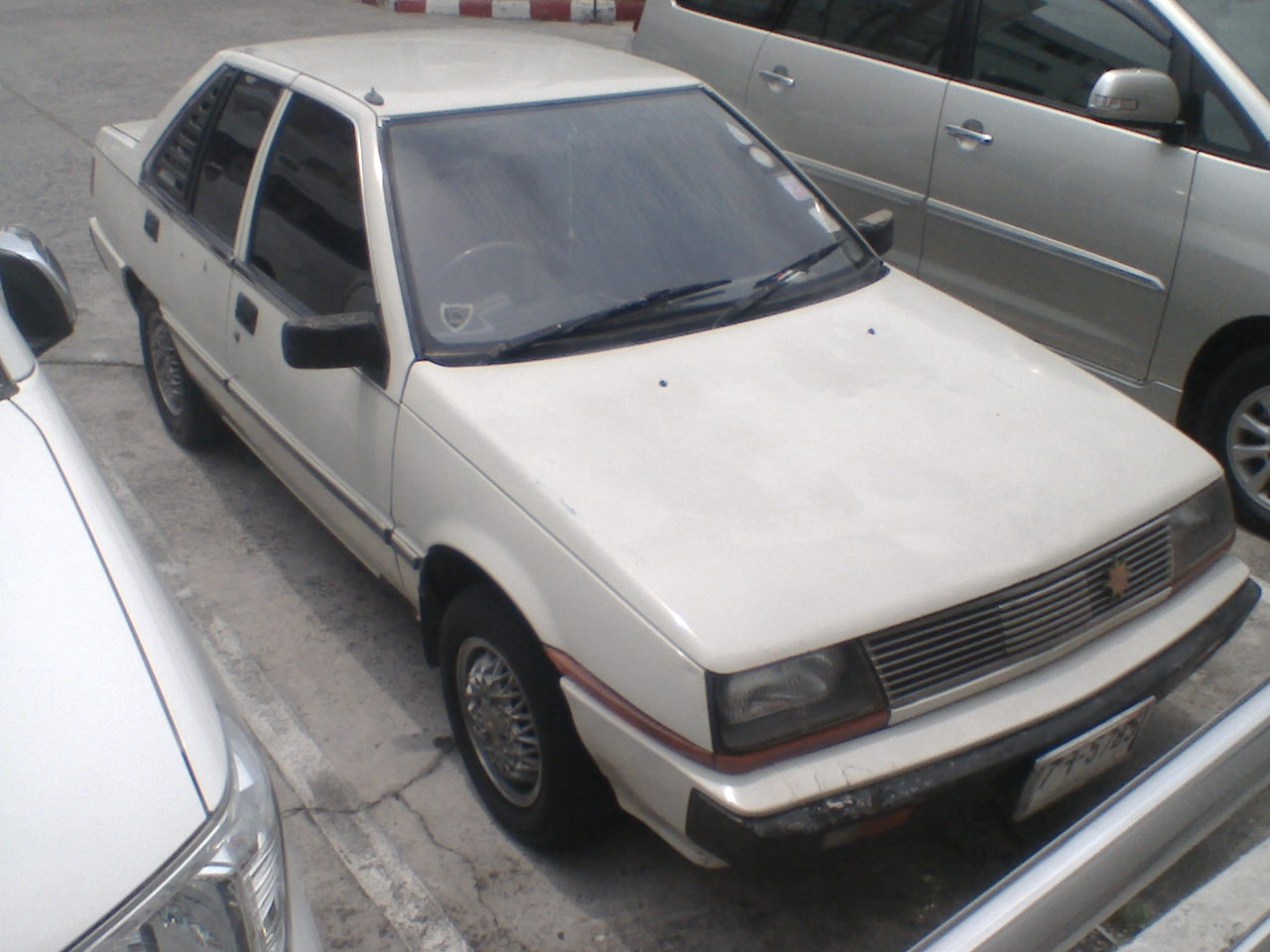
Mitsubishi Lancer (1983–1987)
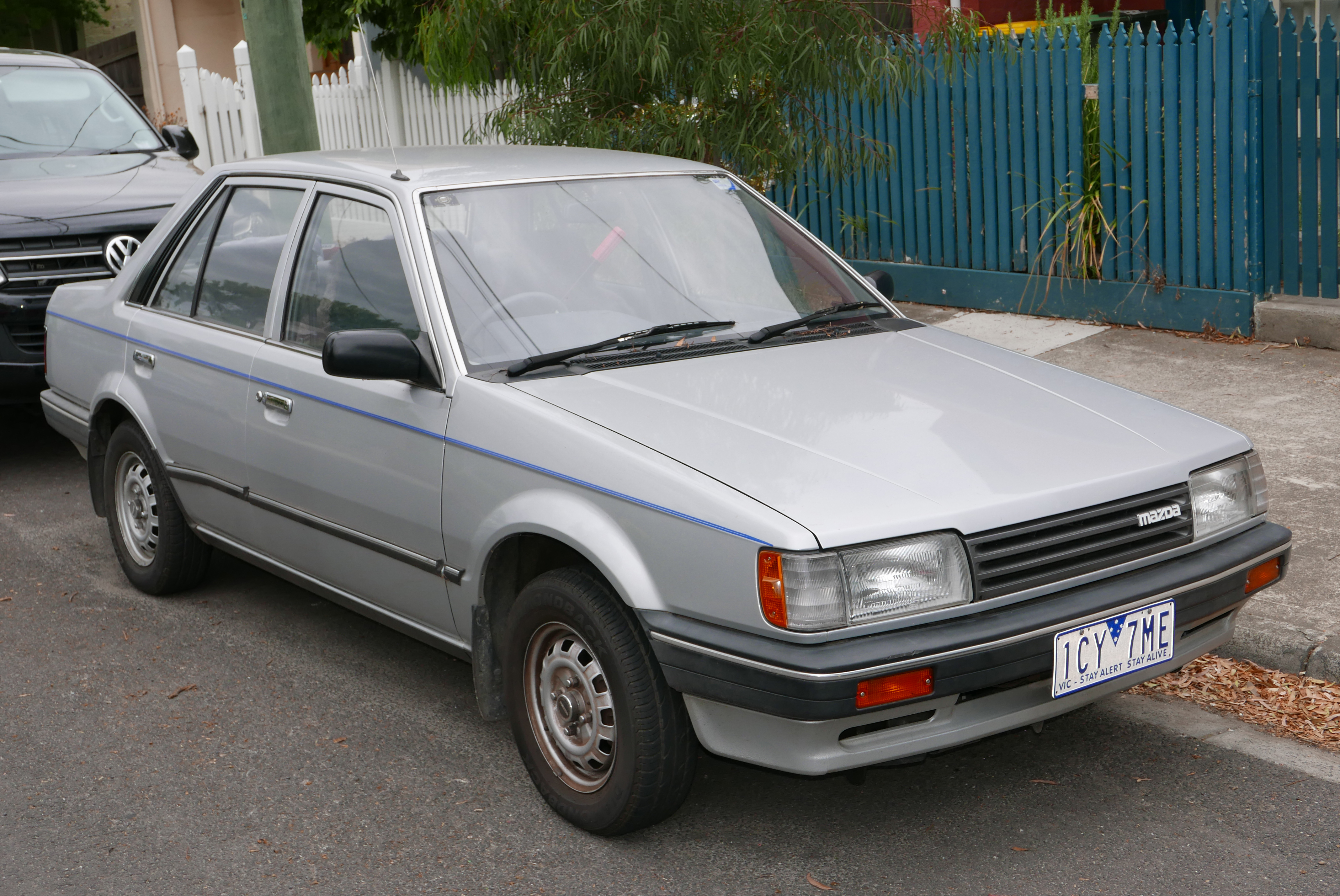
Mazda Familia (1985–1989)

### 1990-ті роки
У 1990-1995 рр. спостерігався спад виробництва автомобілів до рівня 1979 року. Він змінився періодом стагнації, який закінчився в 2002 році відновленням зростання.
Завдяки тому, що японські автовиробники випускали дуже доступні, надійні і популярні автомобілі протягом 1990-х років, Японія стала найбільшою країною-виробником автомобілів у світі у 2000-му році.

##### Основні моделі

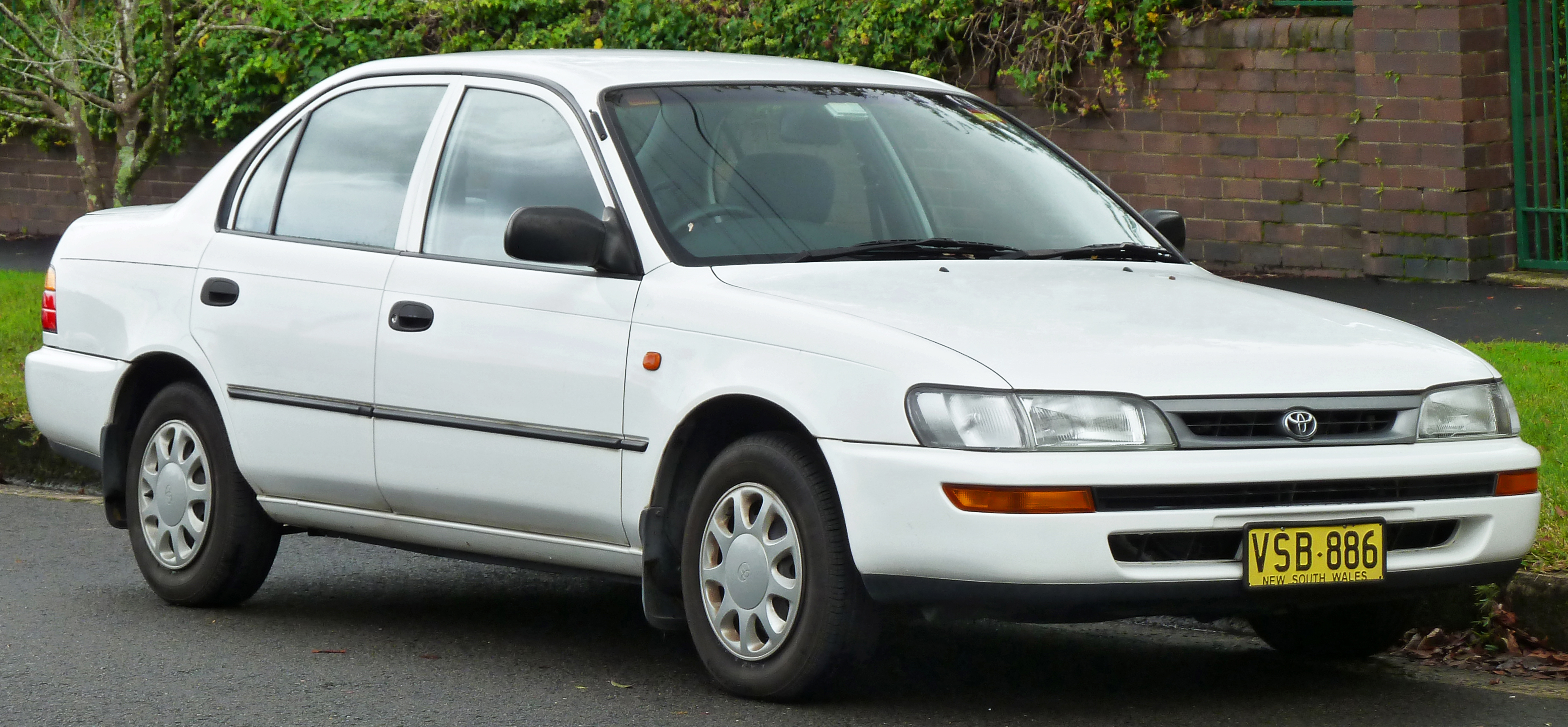
Toyota Corolla (1991–1998)
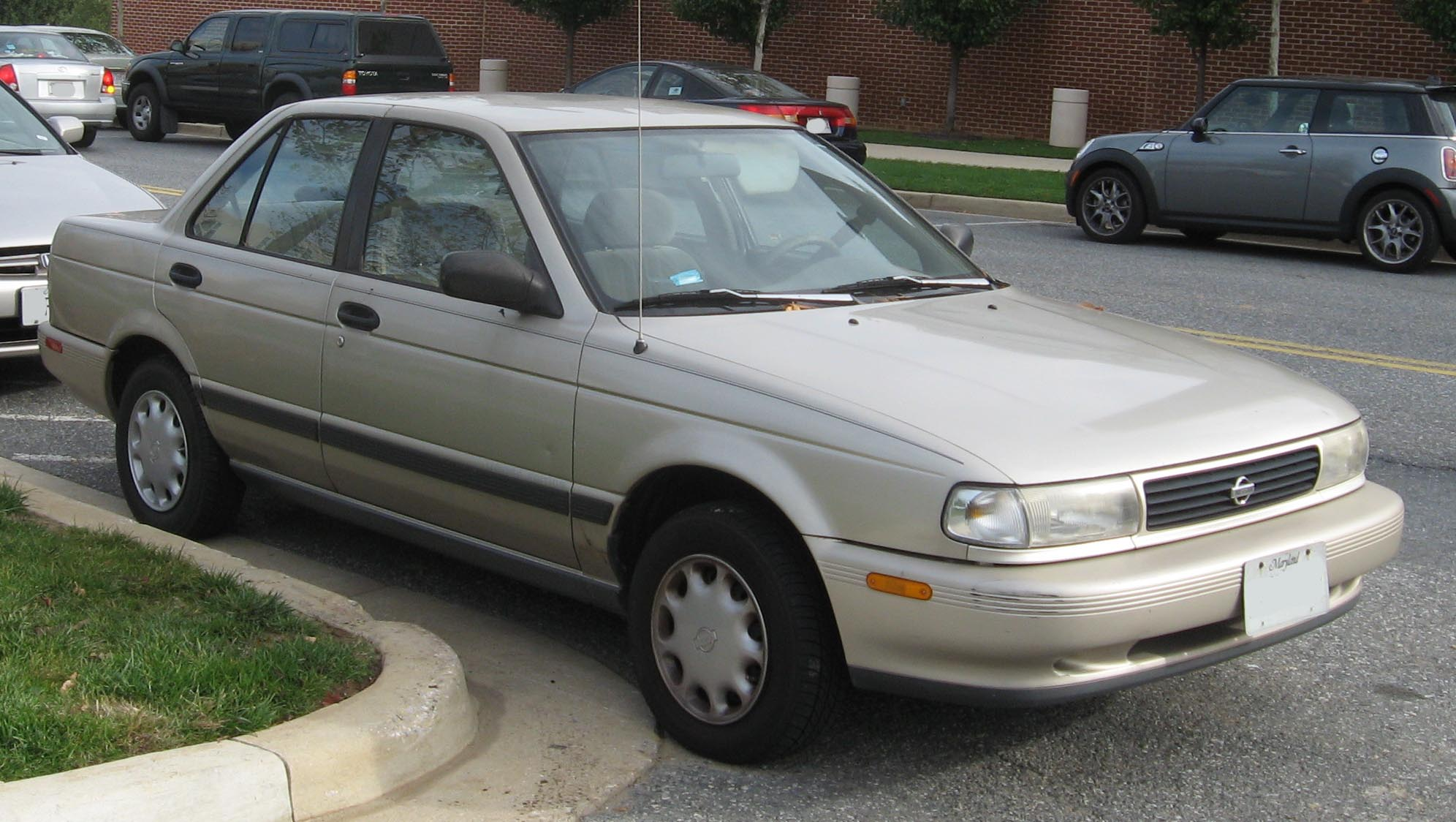
Nissan Sentra (1990–1994)
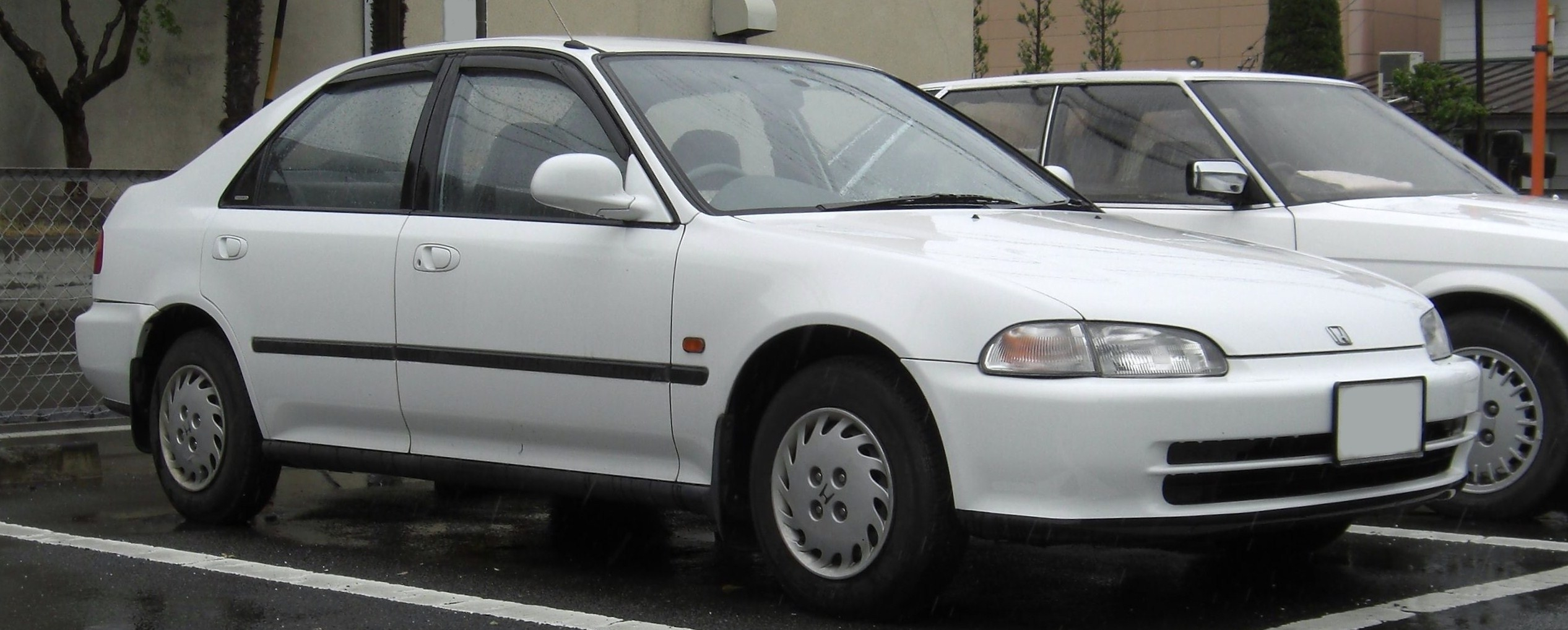
Honda Civic (1991–1995)
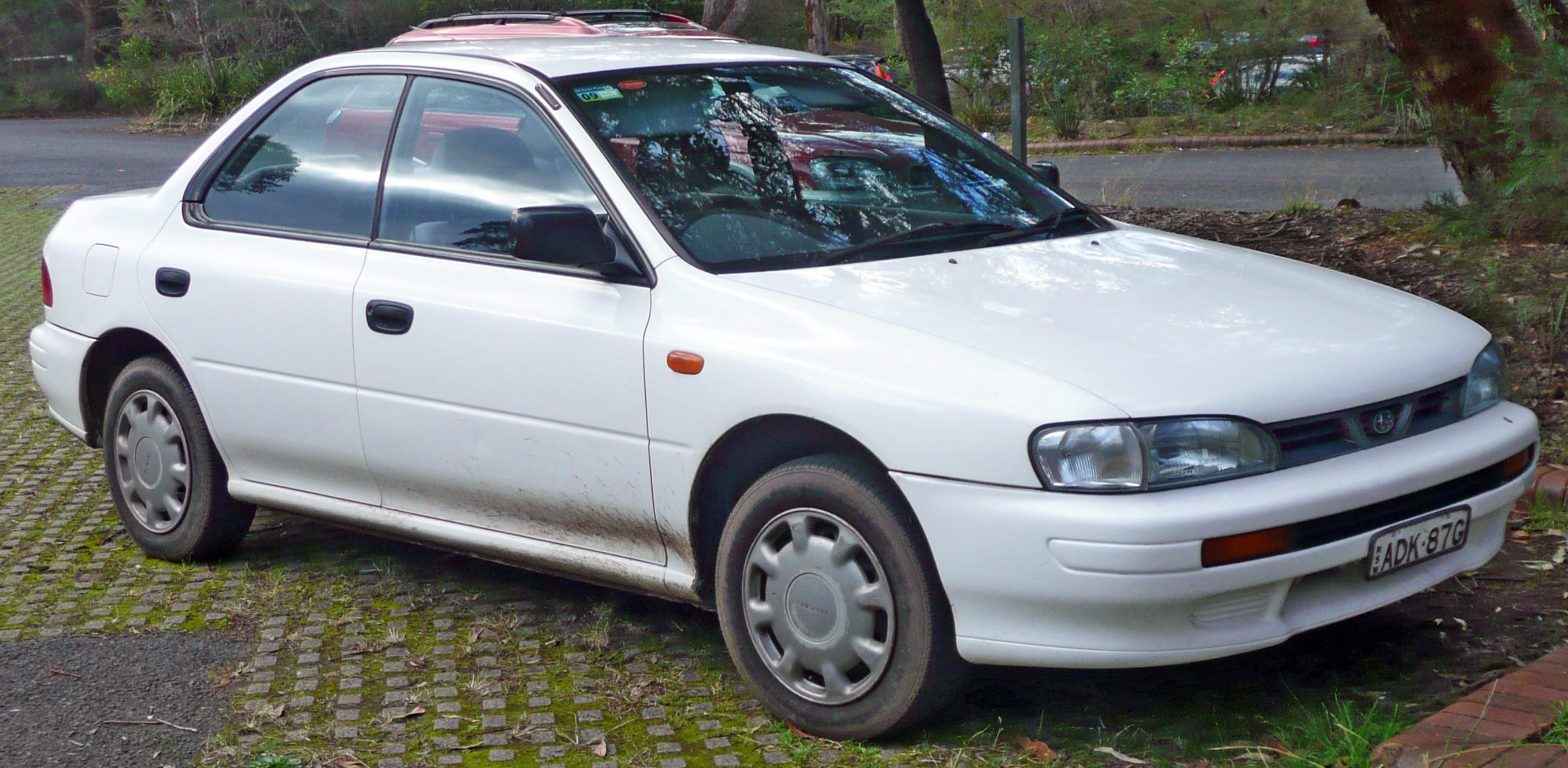
Subaru Impreza (1992–2000)
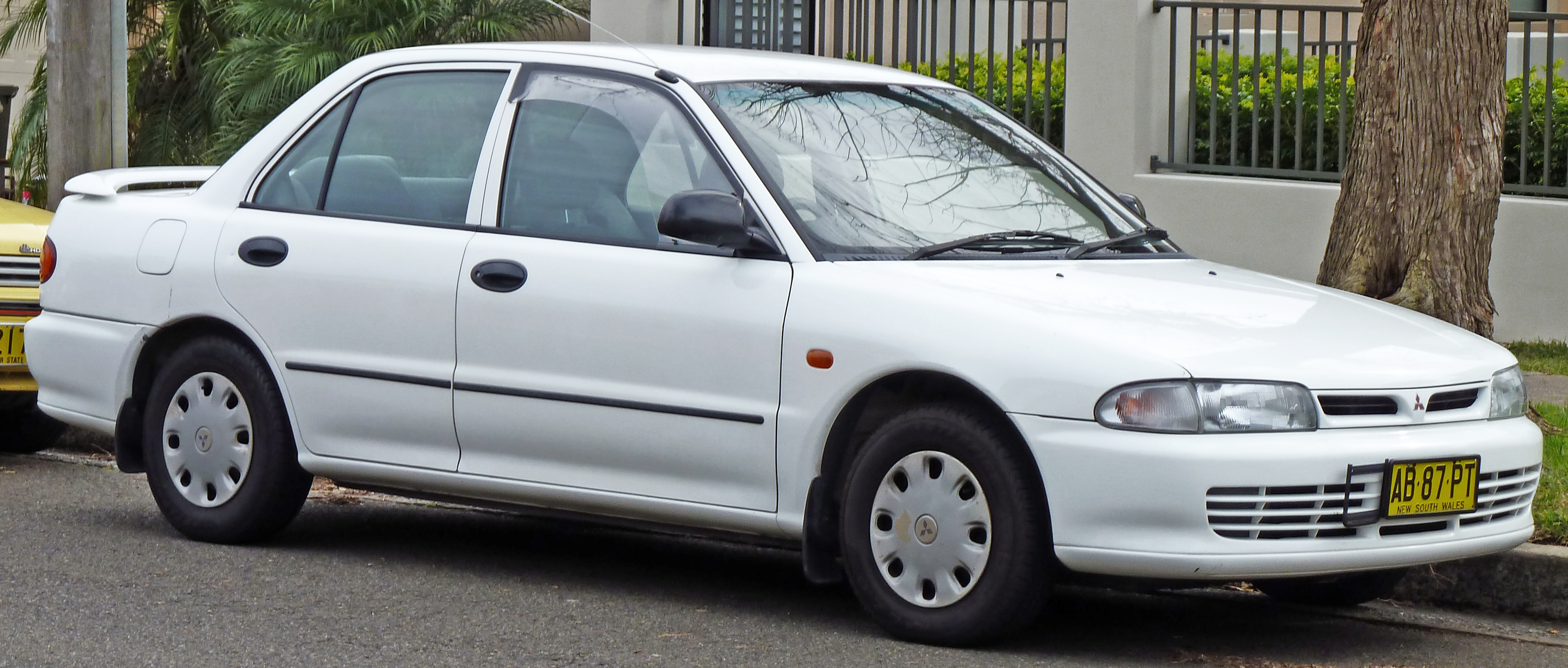
Mitsubishi Lancer (1991–1995)
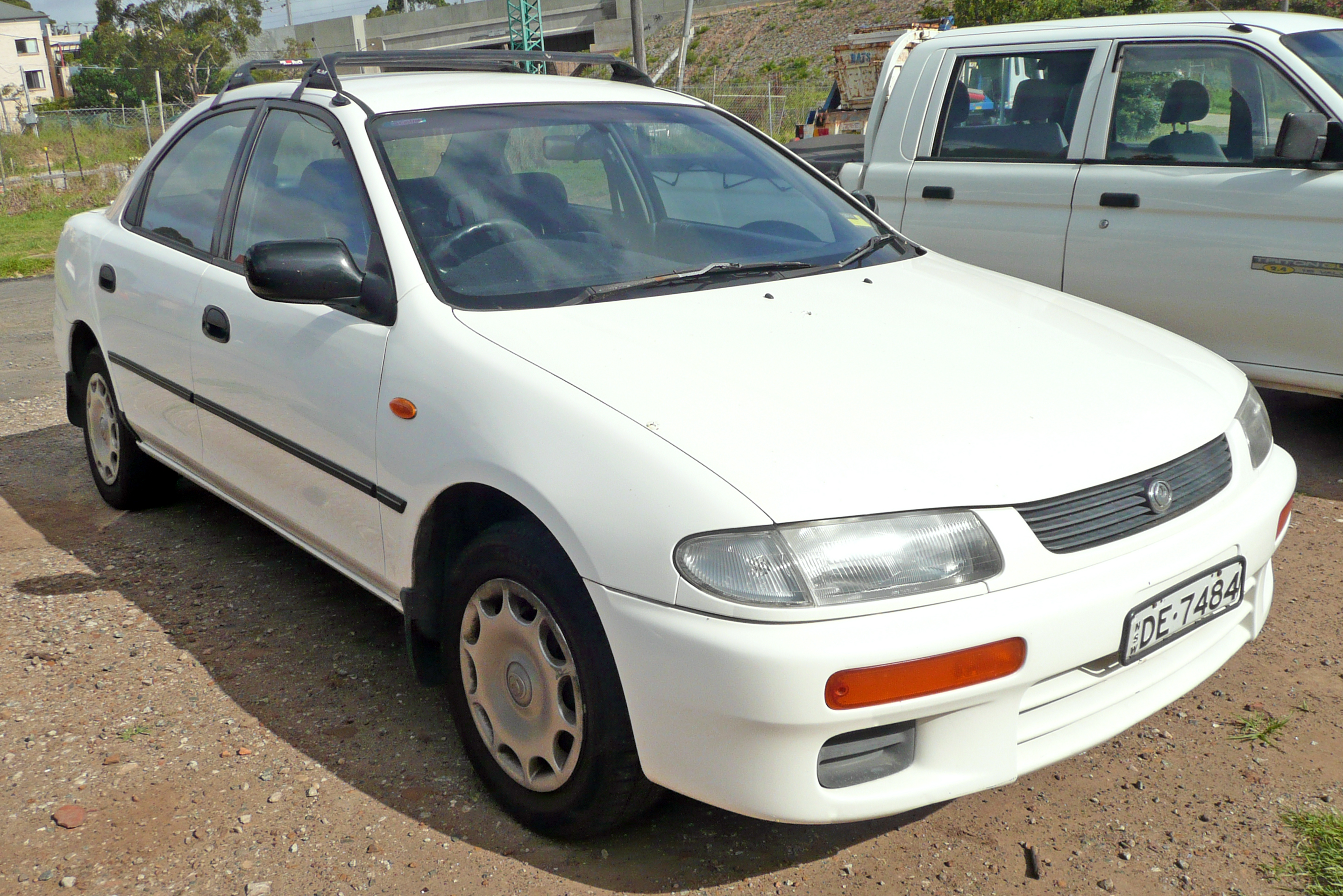
Mazda Familia (1994–1998)

### 2000-ні роки
На початку XXI століття в автомобільній галузі було зайнято приблизно 8 млн осіб. Особливістю цього періоду стала масова організація складальних філій японських компаній в Азії. З 1999 по 2009 роки обсяг виробництва на азійських підприємствах японських компаній виріс в 3,3 рази — з 1 млн 548 тис. до 5 млн 145 тис. машин на рік. У США було побудовано 30 складальних заводів, при цьому обсяг закупівель японськими компаніями деталей і комплектуючих місцевого виробництва досягав майже 50 млрд дол на рік, а їх частка в загальному обсязі поставок перевищувала 80% (на відміну від азійських країн, де вона становила в середньому 40‒50 %). У Європі побудовано 16 складальних заводів загальною потужністю 1 млн 800 тис. машин на рік. У 2007 році обсяг виробництва на європейських філіях досяг 1 млн 770 тис. одиниць, що разом з ввезеними з Японії машинами (919 тис.) довело частку японських компаній на європейському автомобільному ринку до 16% .

##### Основні моделі

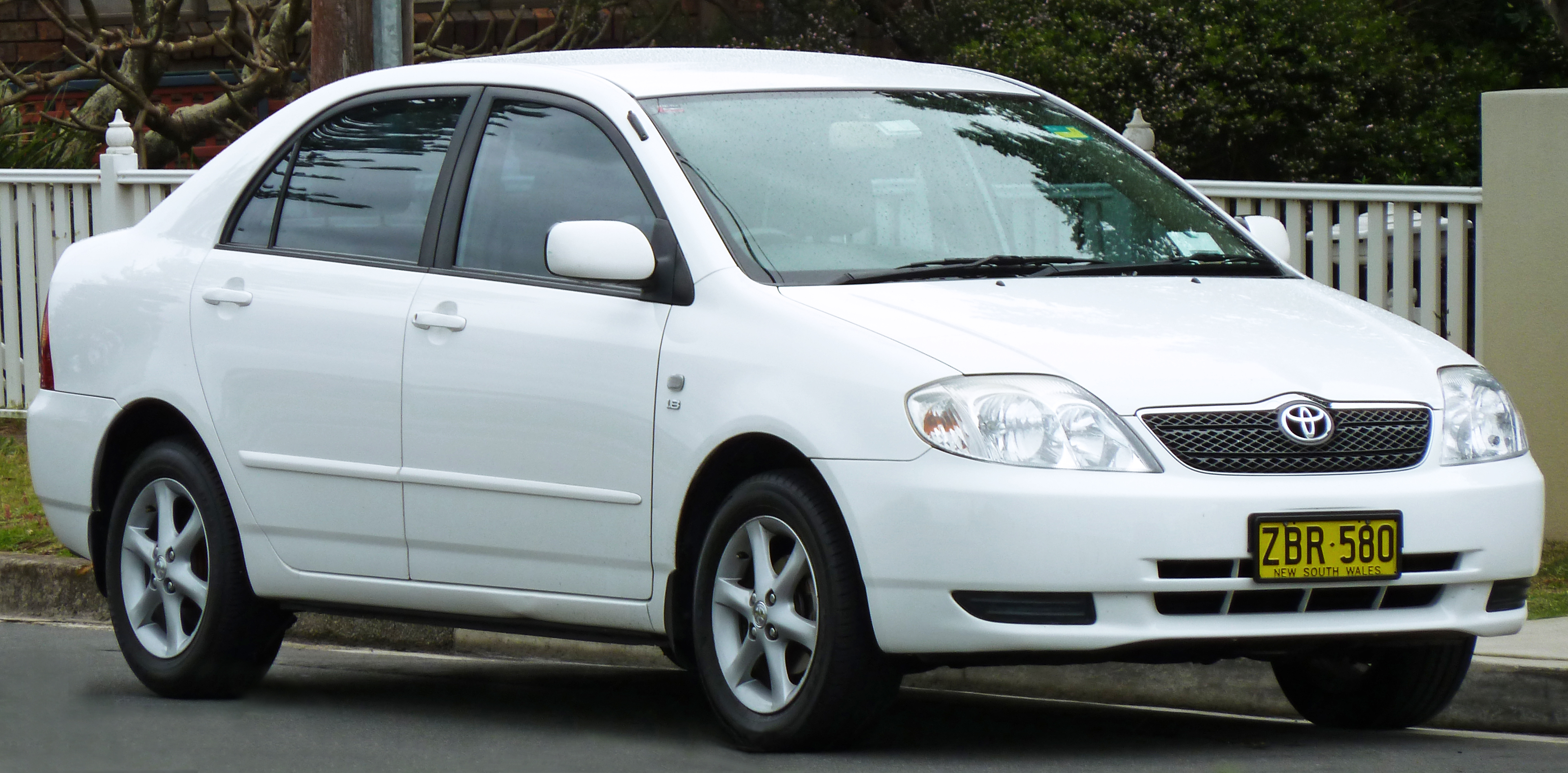
Toyota Corolla (2000–2007)
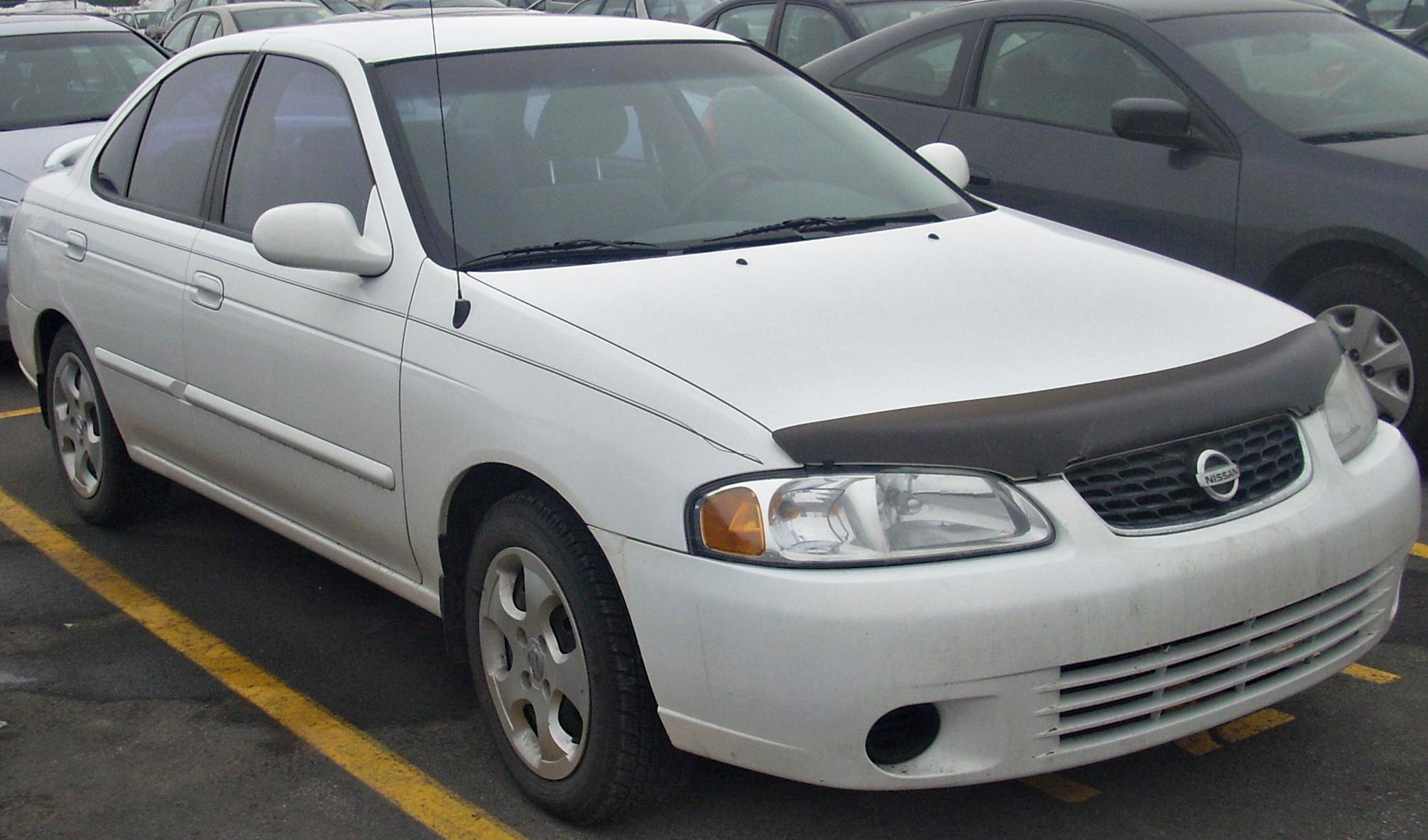
Nissan Sentra (2000–2006)
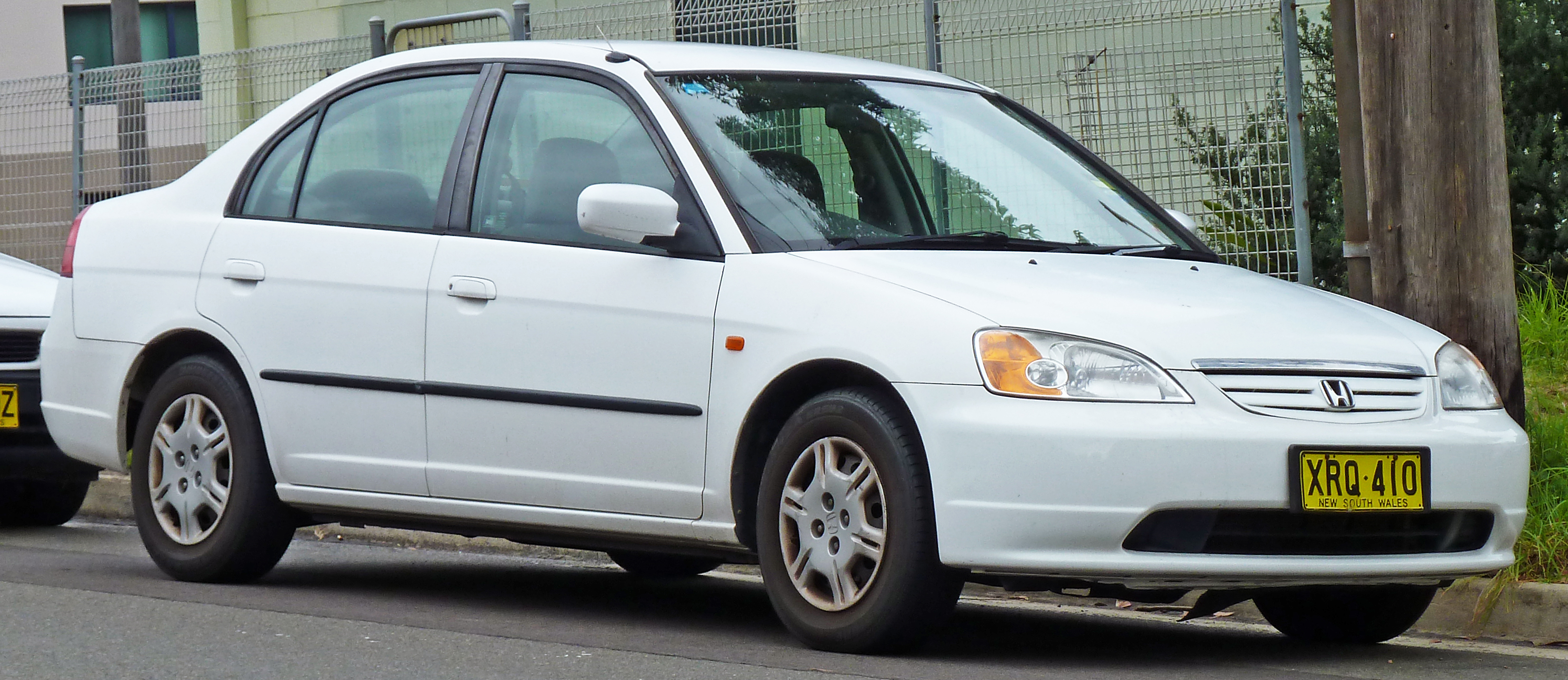
Honda Civic (2001–2005)
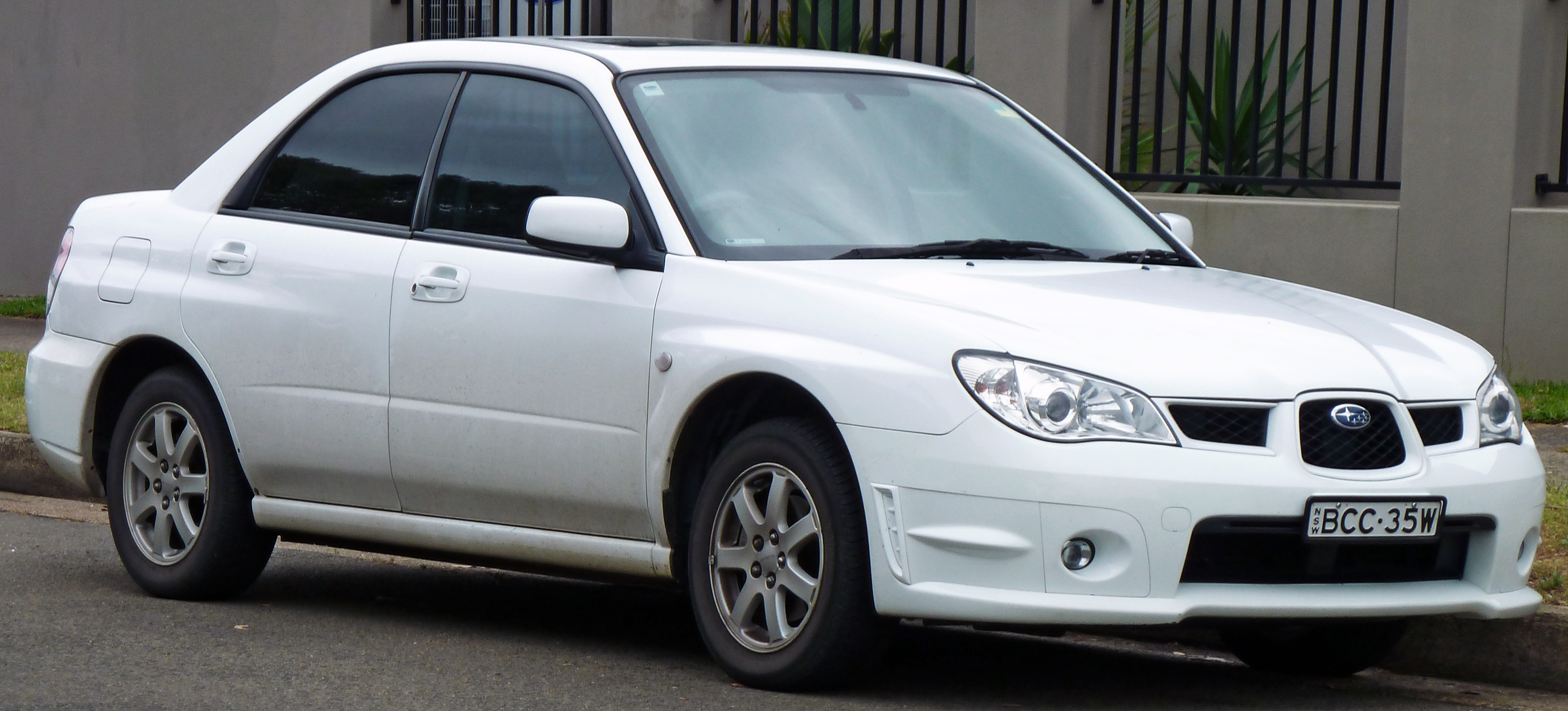
Subaru Impreza (2000–2007)
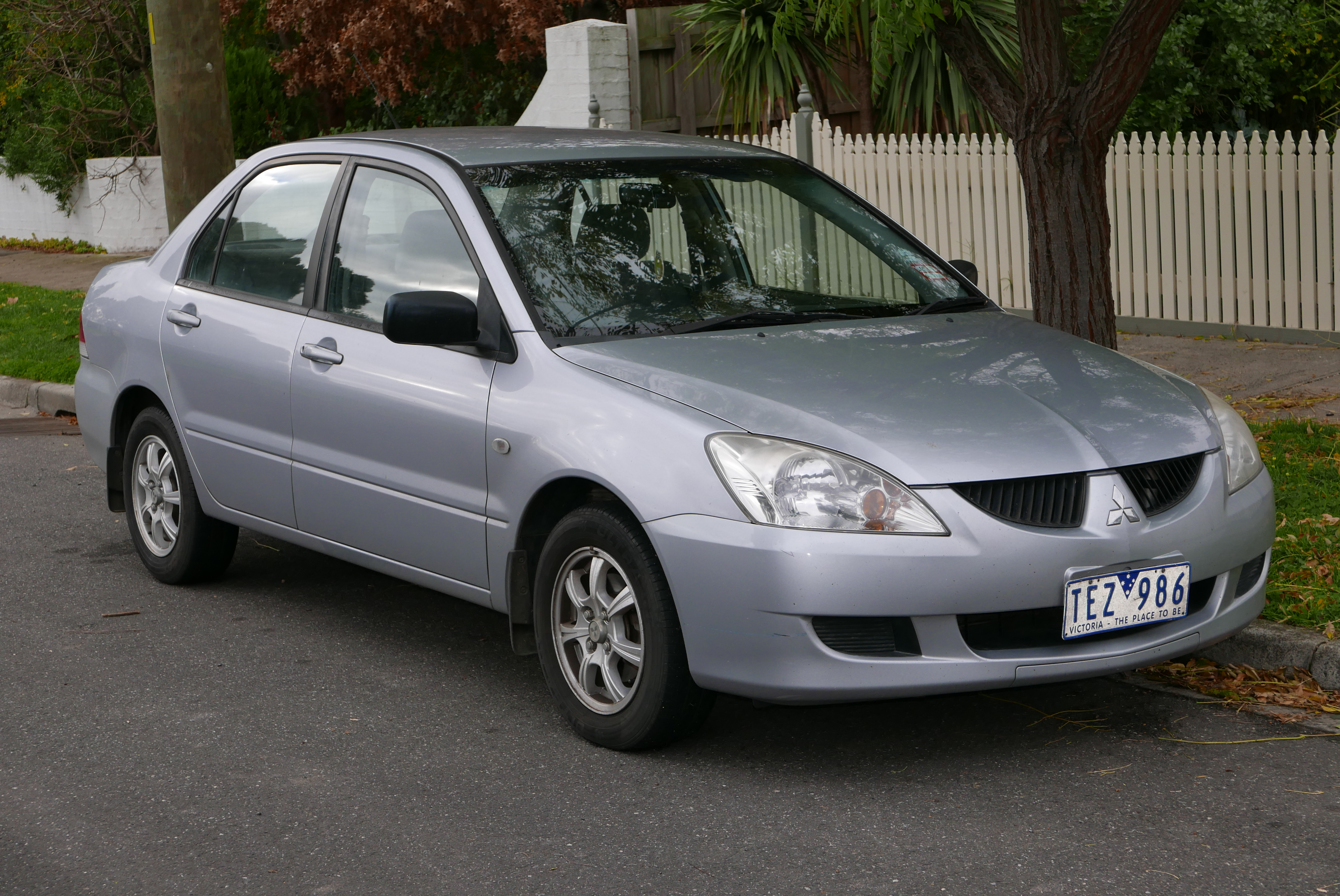
Mitsubishi Lancer (2000–2007)
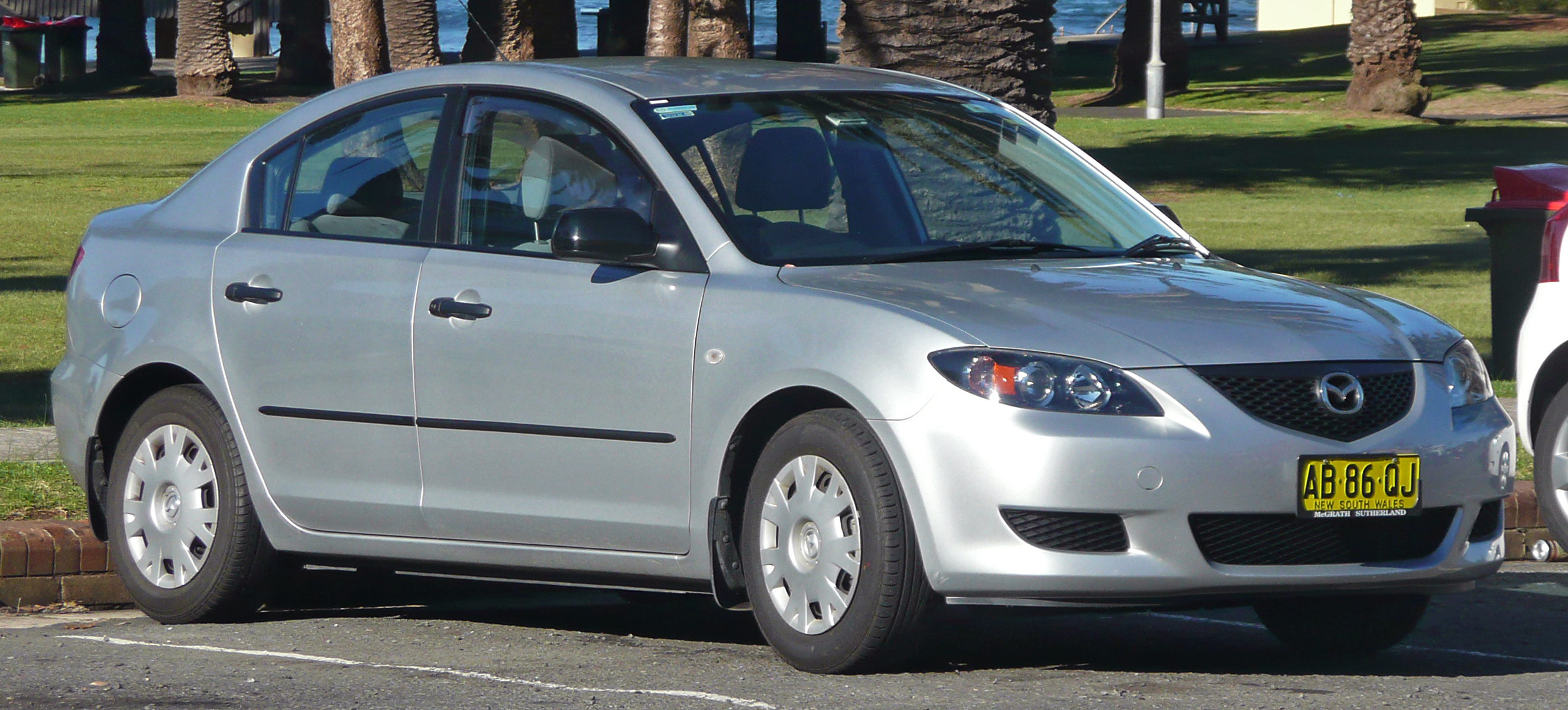
Mazda 3 (2003–2009)

### 2010-ті роки
Згодом, в результаті землетрусу і цунамі 2011 року в Японії на деякий час зупинялися, через що виник енергетичного дефіциту, складальні лінії автозаводів. Також був припинений експорт японських автомобілів і запчастин через закриття основних морських портів в країні. У підсумку це призвело до того що Toyota, яка була лідером світового автопрому, за підсумками року відкотилася на третю позицію (перші місця зайняли General Motors і Volkswagen Group).

##### Основні моделі

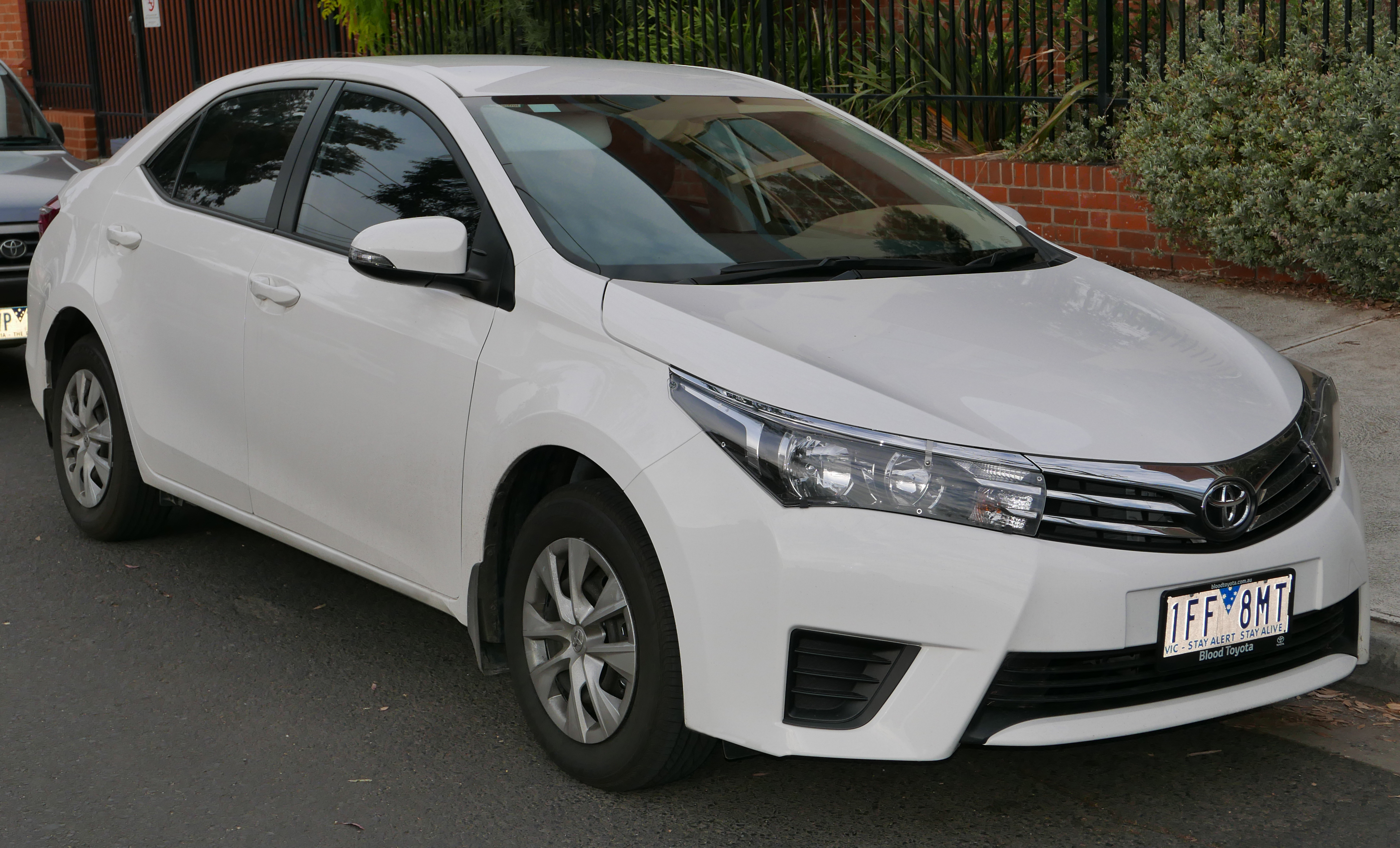
Toyota Corolla (2013–2019)
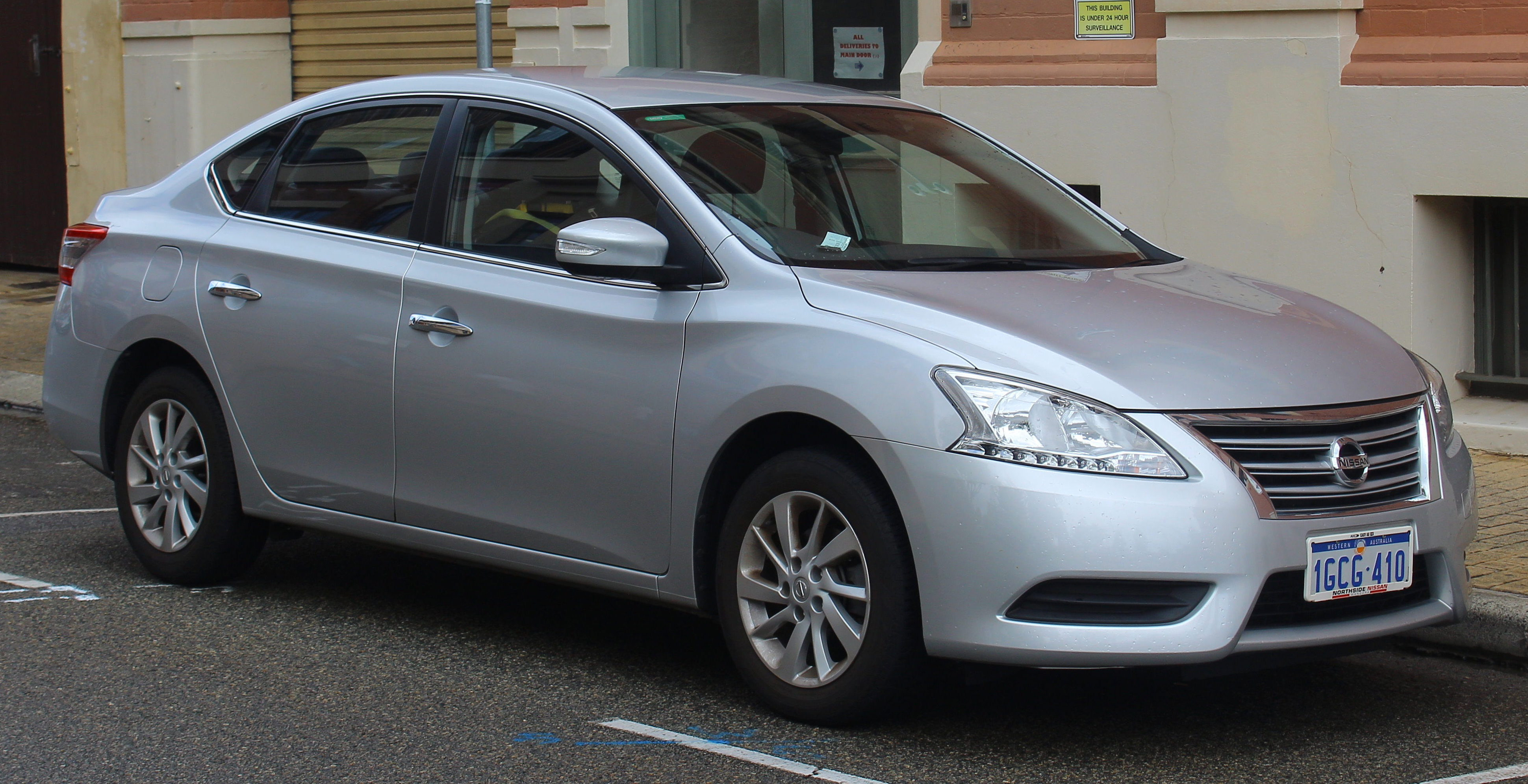
Nissan Sentra (2012–2017)
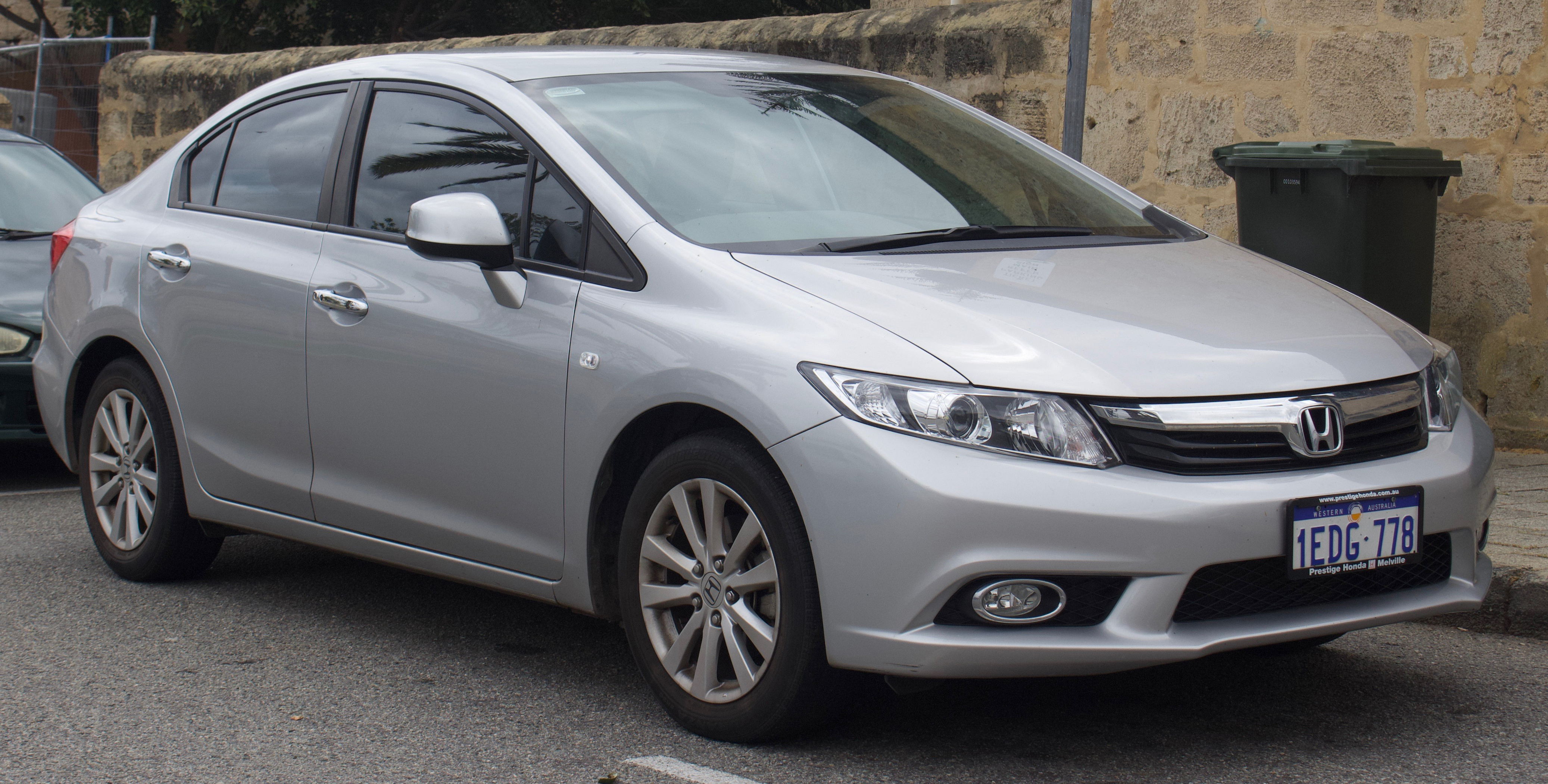
Honda Civic (2011–2015)
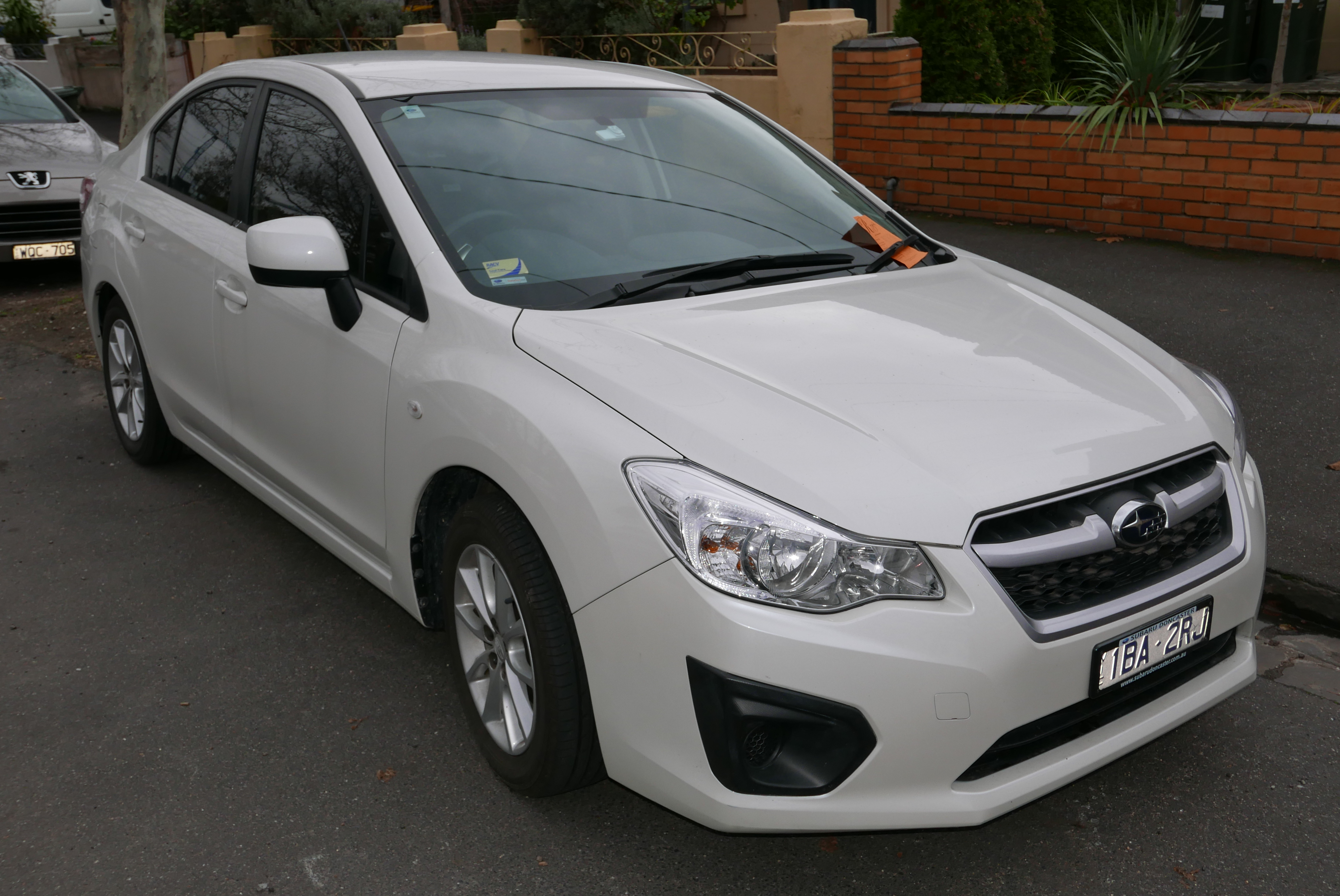
Subaru Impreza (2011–2016)
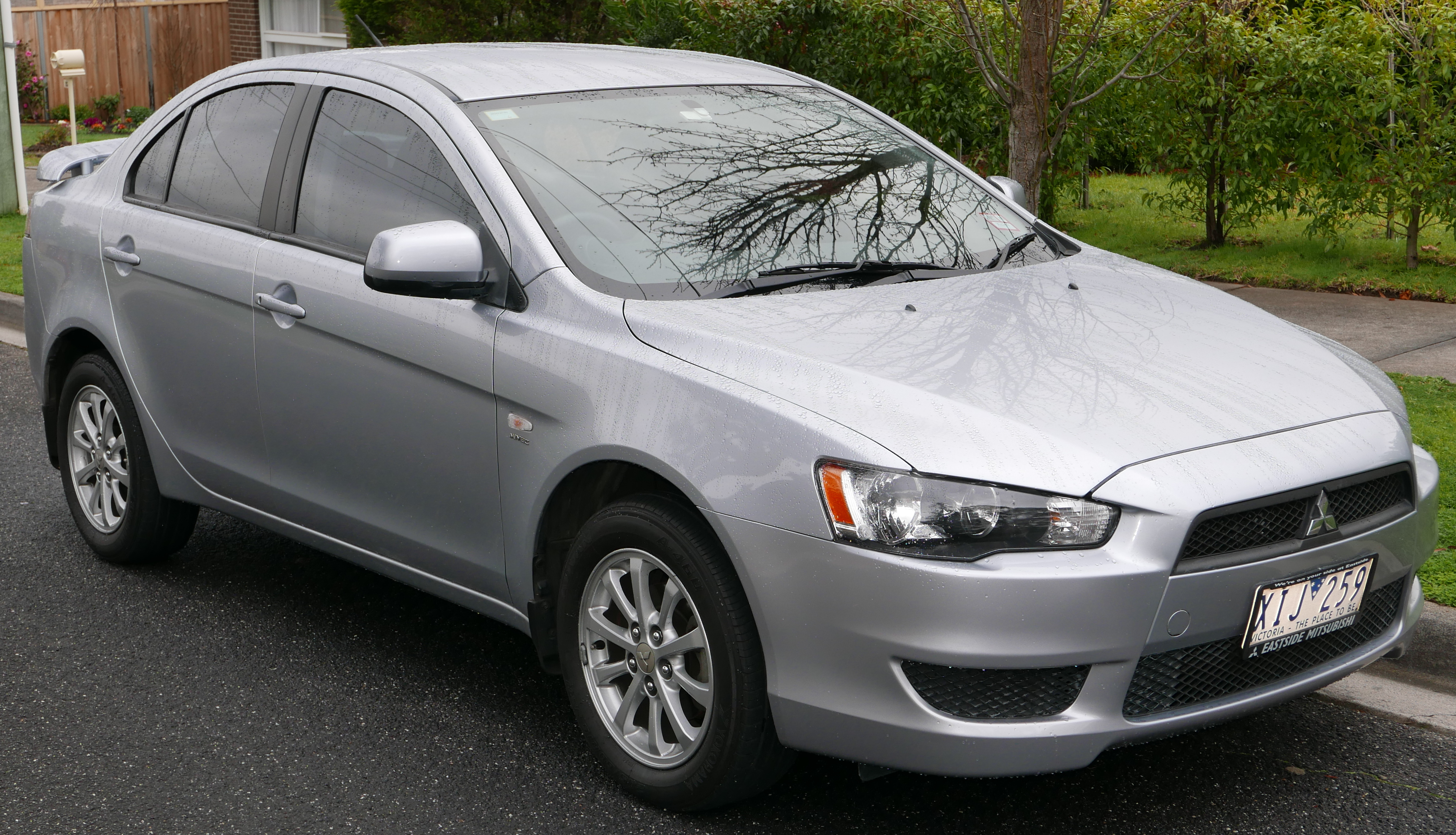
Mitsubishi Lancer (2007–2017)
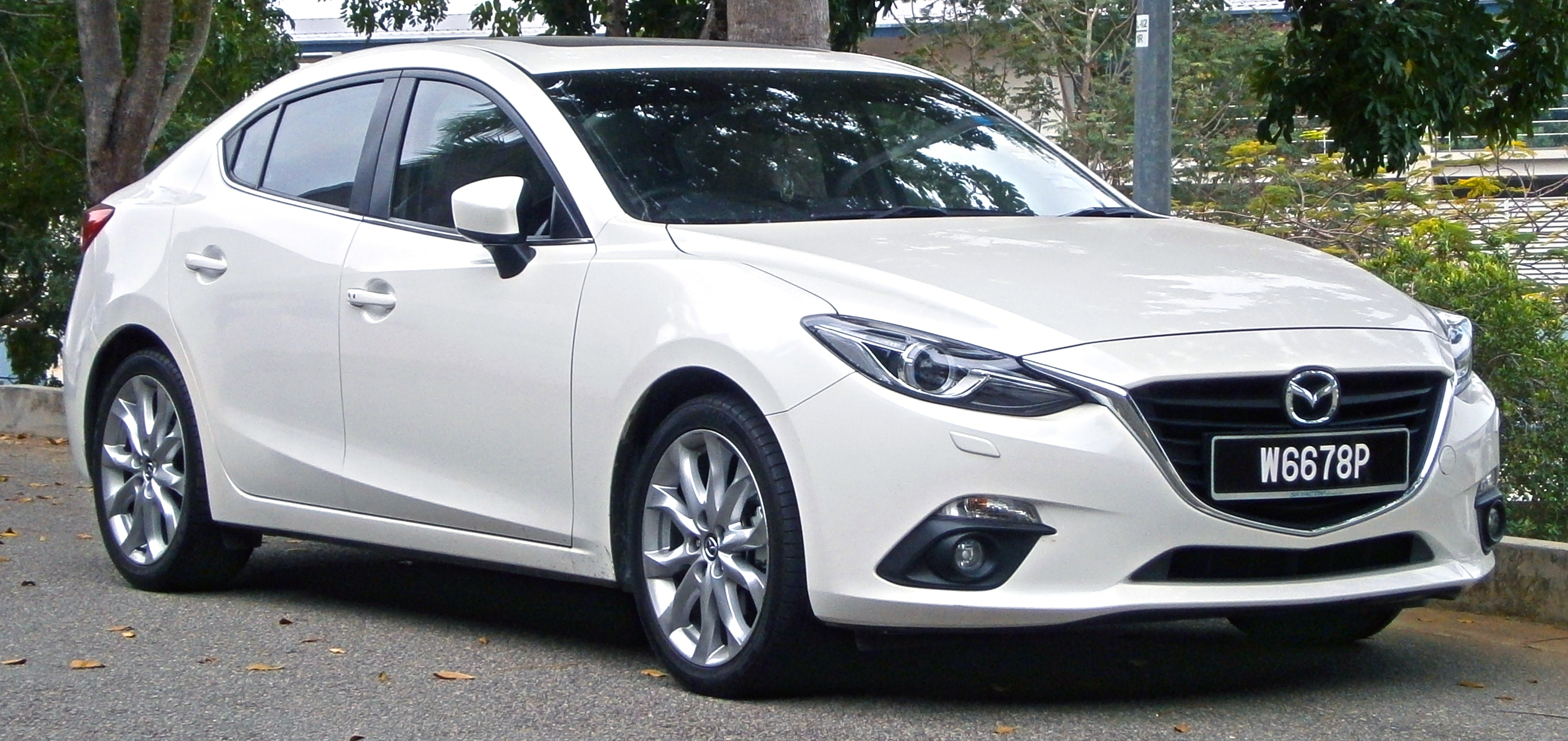
Mazda 3 (2014–2019)

## Виробники

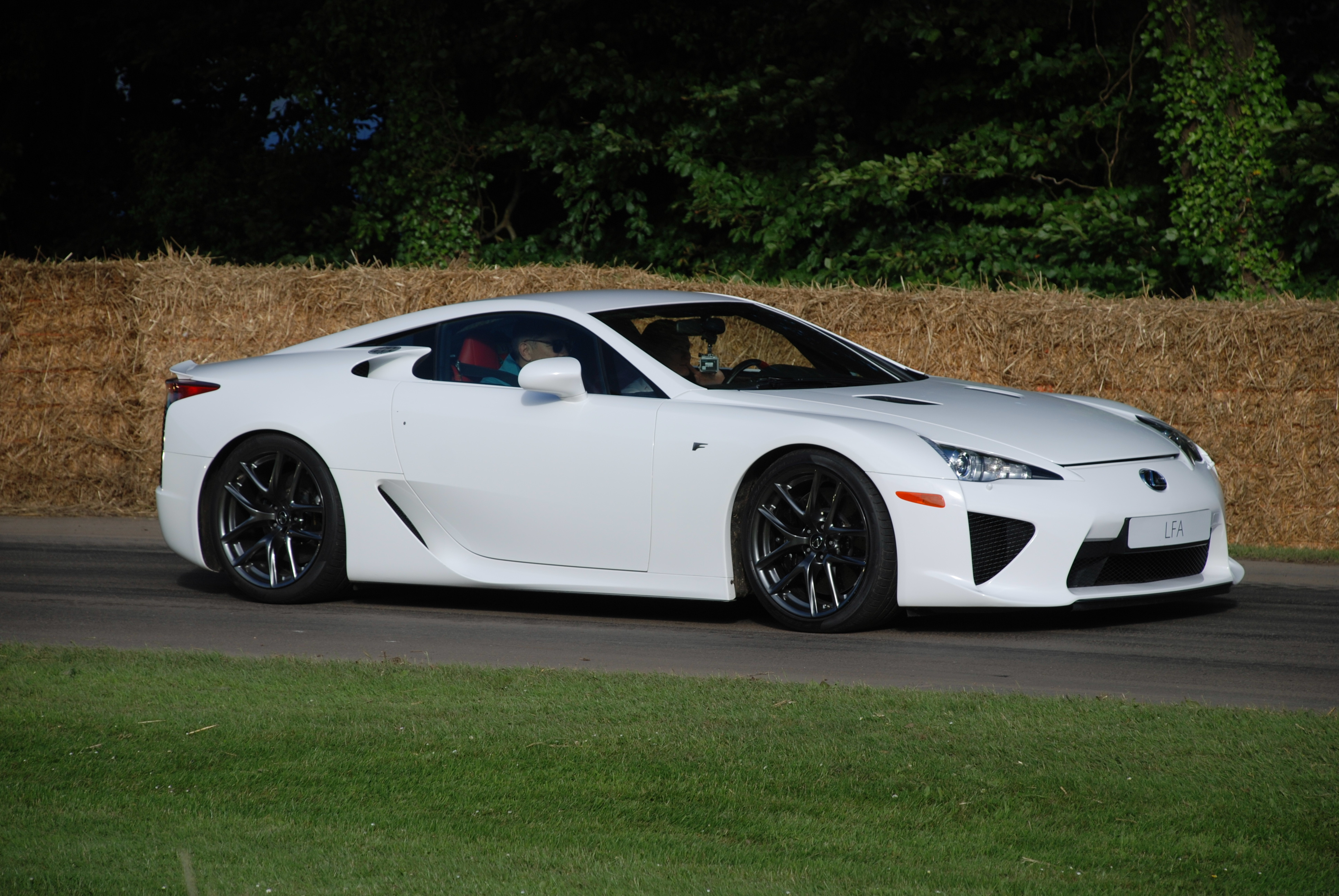
Lexus LFA

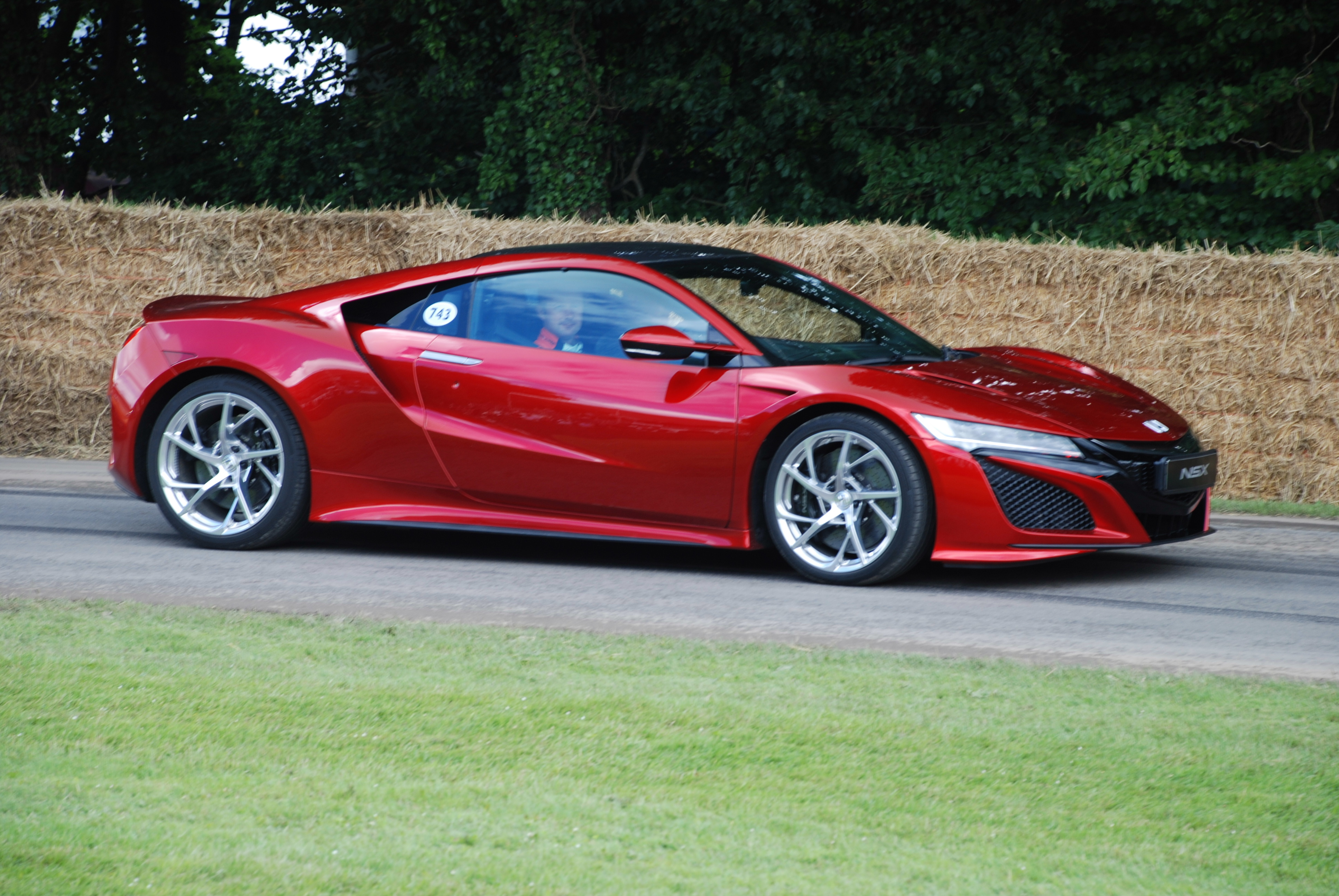
Honda/Acura NSX

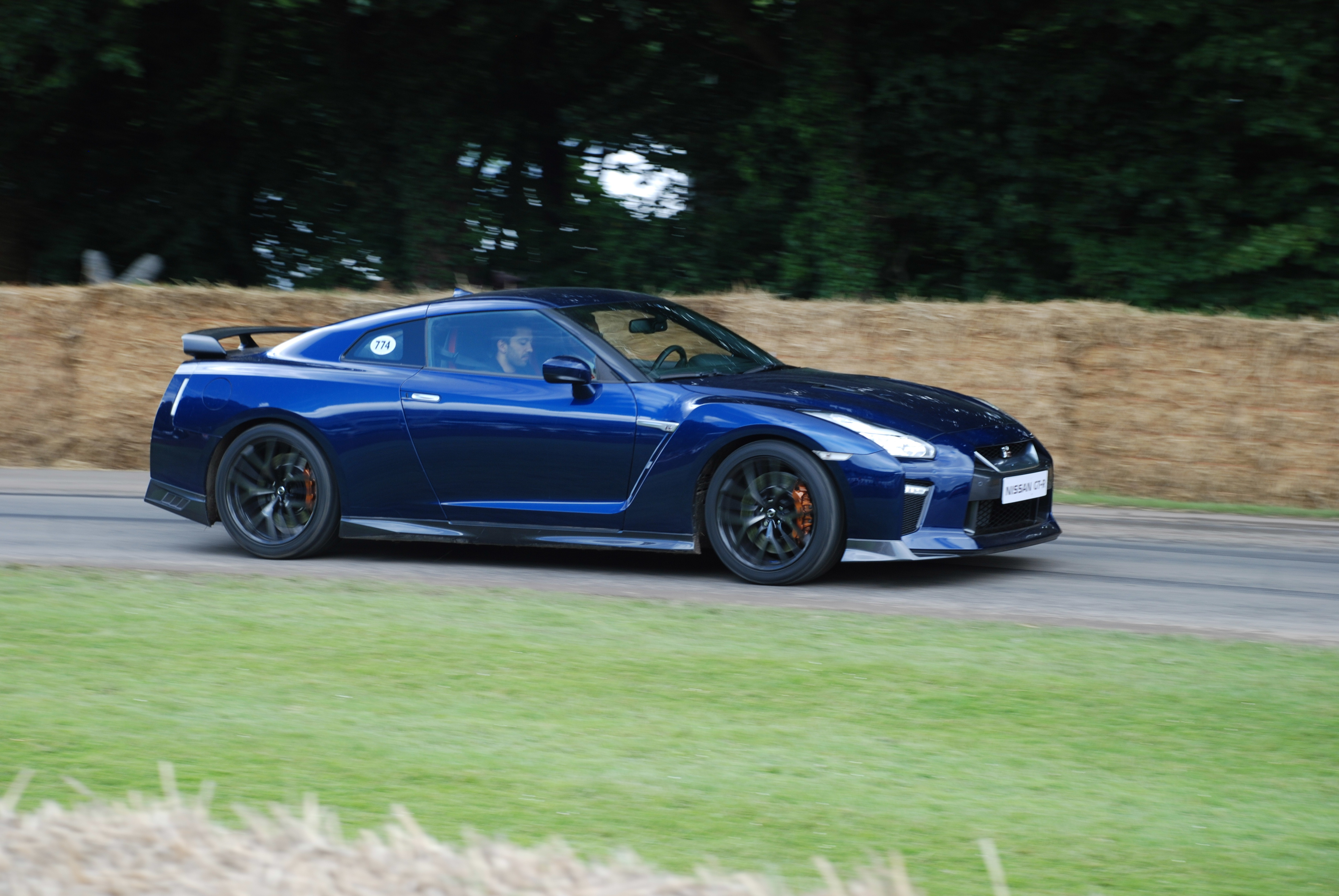
Nissan GT-R

### Великі
- Fuji Heavy Industries
  - Blitzen
  - Subaru
- Honda Motor Co.
  - Acura
- Isuzu Motors
- Kawasaki Heavy Industries
  - Kawasaki Motorcycle & Engine
- Mazda Motor Corporation
  - Amati
  - Autozam
  - Ẽfini
  - Eunos
  - M2
  - Xedos
- Mitsubishi Group
  - Mitsubishi Heavy Industries
  - Mitsubishi Motors
  - Mitsubishi Fuso
- Nissan Motor Company
  - Datsun
  - Infiniti
  - Prince
  - Tama
  - Nissan Shatai
  - UD Trucks
- Suzuki
  - Hope
- Toyota Motor Corporation
  - Daihatsu
  - Scion
  - Lexus
  - Hino
  - WiLL
- Yamaha Motor Company

### Малі
- ASL
- Mitsuoka
- Tommykaira

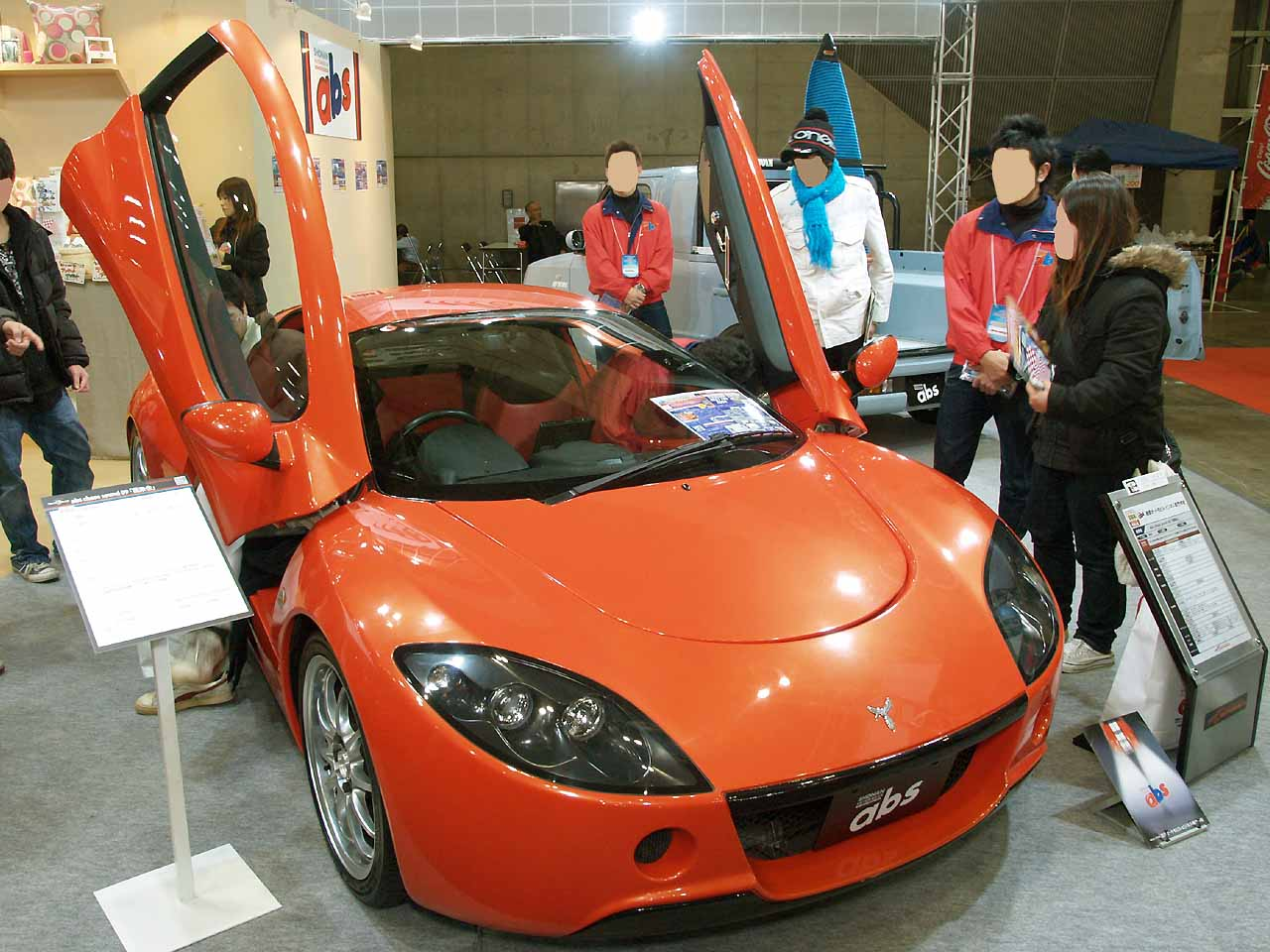
ASL Garaiya
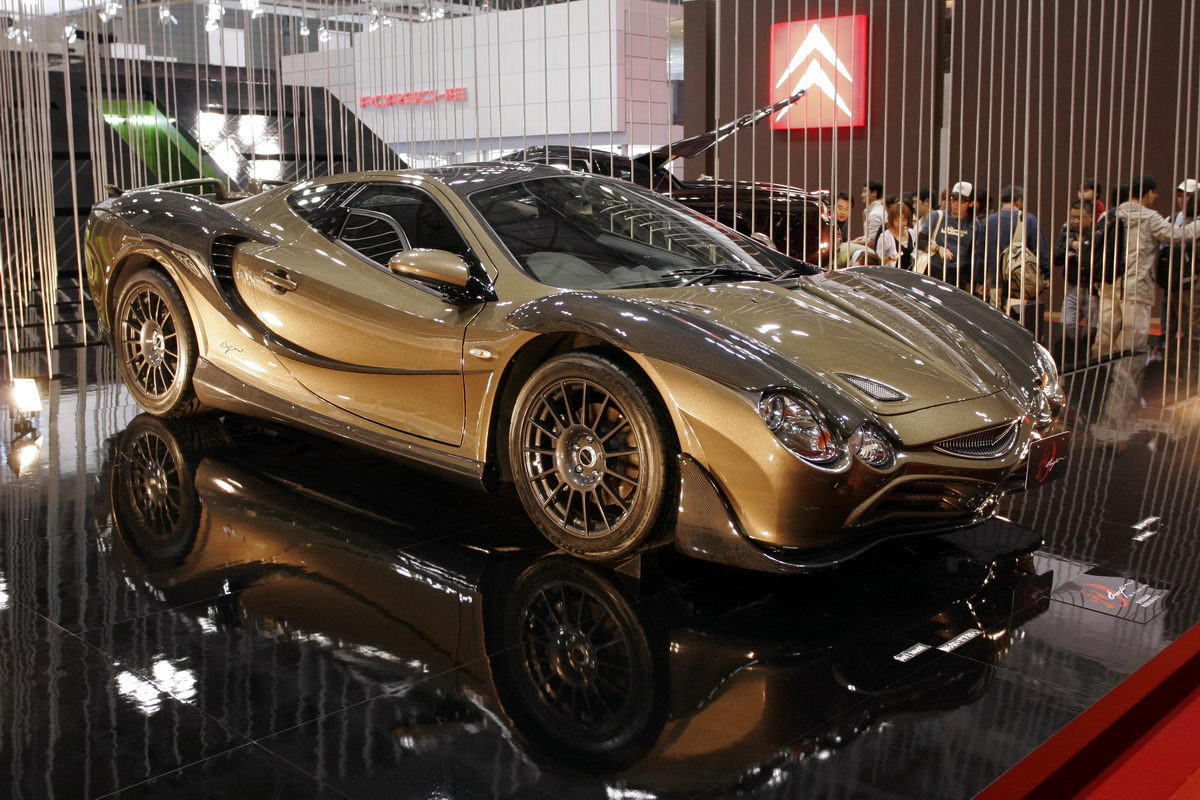
Mitsuoka Kabuto
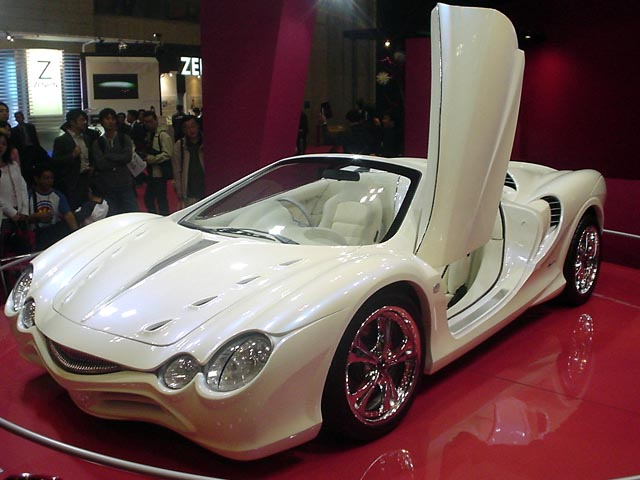
Mitsuoka Orochi
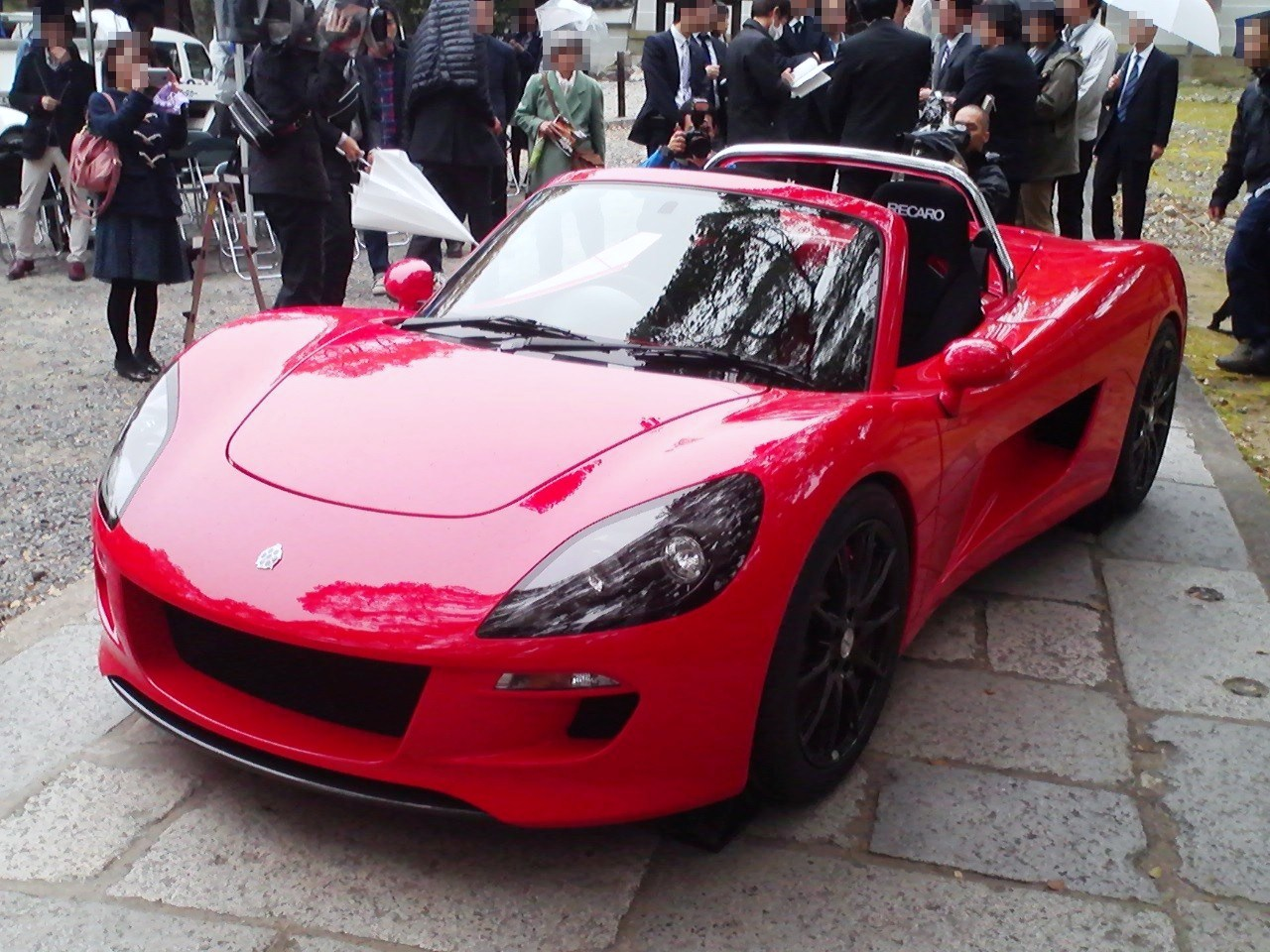
Tommykaira ZZ, EV.

## Обсяг виробництва за виробниками

Центри автомобілебудування Японії

Нижче наведено обсяги виробництва японських виробників легкових та вантажних автомобілів, а також автобусів, згідно з даними Японської асоціації виробників автомобілів (Japan Automobile Manufacturers Association).
| Виробник   | 2007      | 2008      | 2009      | 2010      | 2011      | 2012      | 2022      |
| ---------- | --------- | --------- | --------- | --------- | --------- | --------- | --------- |
| Toyota     | 3,849,353 | 3,631,146 | 2,543,715 | 2,993,714 | 2,473,546 | 3,170,000 | 2,656,009 |
| Nissan     | 982,870   | 1,095,661 | 780,495   | 1,008,160 | 1,004,666 | 1,035,726 | 559,314   |
| Honda      | 1,288,577 | 1,230,621 | 812,298   | 941,558   | 687,948   | 996,832   | 643,973   |
| Suzuki     | 1,061,767 | 1,059,456 | 758,057   | 915,391   | 811,689   | 896,781   | 919,891   |
| Mazda      | 952,290   | 1,038,725 | 693,598   | 893,323   | 798,060   | 830,294   | 734,833   |
| Daihatsu   | 648,289   | 641,322   | 551,275   | 534,586   | 479,956   | 633,887   | 869,161   |
| Subaru     | 403,428   | 460,515   | 357,276   | 437,443   | 366,518   | 551,812   | 562,601   |
| Mitsubishi | 758,038   | 770,667   | 365,447   | 586,187   | 536,142   | 448,598   | 440,762   |
| Інші       | 25        | 30        | 0         | 0         | 0         | 0         | -         |
| Total      | 9,944,637 | 9,928,143 | 6,862,161 | 8,310,362 | 7,158,525 | 8,554,219 | 7,386,544 |

| Виробник        | 2007      | 2008      | 2009    |
| --------------- | --------- | --------- | ------- |
| Toyota          | 291,008   | 271,544   | 178,954 |
| Suzuki          | 156,530   | 158,779   | 150,245 |
| Daihatsu        | 138,312   | 151,935   | 132,980 |
| Isuzu           | 236,619   | 250,692   | 118,033 |
| Nissan          | 188,788   | 189,005   | 109,601 |
| Mitsubishi      | 88,045    | 83,276    | 61,083  |
| Hino            | 101,909   | 101,037   | 62,197  |
| Subaru          | 72,422    | 64,401    | 51,123  |
| Mitsubishi Fuso | 131,055   | 115,573   | 49,485  |
| Honda           | 43,268    | 33,760    | 28,626  |
| Mazda           | 43,221    | 39,965    | 23,577  |
| UD Trucks       | 44,398    | 45,983    | 18,652  |
| Інші            | 2,445     | 2,449     | 545     |
| Загалом         | 1,538,020 | 1,508,399 | 985,101 |

| Виробник        | 2007    | 2008    | 2009   |
| --------------- | ------- | ------- | ------ |
| Toyota          | 85,776  | 109,698 | 69,605 |
| Mitsubishi Fuso | 10,225  | 10,611  | 4,982  |
| Nissan          | 7,422   | 8,416   | 4,479  |
| Hino            | 4,984   | 5,179   | 4,473  |
| Isuzu           | 3,668   | 3,221   | 2,077  |
| UD Trucks       | 1,595   | 1,977   | 1,179  |
| Загалом         | 113,670 | 139,102 | 86,795 |

## Подальше читання
- Robert Sobel (1984). Car Wars: The Untold Story. E. P. Dutton. ISBN 0-525-24289-9.
- Wanda James (2005). Driving from Japan: Japanese Cars in America. McFarland & Company. ISBN 978-0-7864-1734-6.
- Marco Ruiz (1986). Complete History Of The Japanese Car. Portland House. ISBN 978-0517617779.
- Japan Automobile Manufacturers Association (May 2011). THE MOTOR INDUSTRY OF JAPAN 2011. Архів оригіналу за 3 лютого 2021. Процитовано 20 травня 2022.